# Storia del palazzo Ducale di Venezia

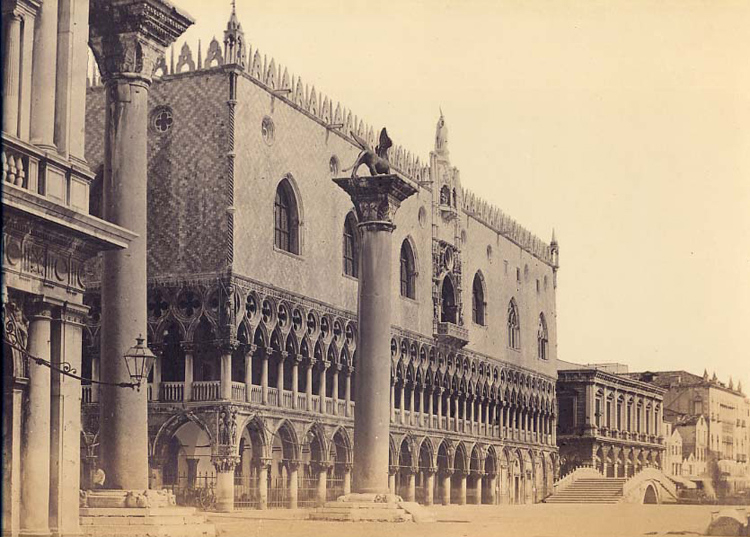
La facciata di Palazzo Ducale affacciata sul Bacino di San Marco, in una foto di Carlo Ponti risalente alla metà del XIX secolo

La storia del Palazzo Ducale di Venezia inizia in epoca medievale e continua con numerosi ampliamenti, ristrutturazioni e demolizioni volti ad adattare l'edificio alle nuove esigenze della città e in particolare alla necessità di dare una sede a quegli organi di governo che, aumentando il proprio numero, cominciarono ad affiancare il doge nell'amministrazione, privandolo di alcuni poteri e diminuendo gli spazi a sua disposizione.
Nell'810, dopo che Venezia era divenuta capitale della Serenissima prendendo il posto di Eraclea e Metamaucum, vi venne edificata la sede del doge, probabilmente nella forma di un palazzo fortificato e turrito, presto affiancato da una basilica.
Il complesso rimase sostanzialmente invariato nel suo aspetto sino al XII secolo, quando, col dogato di Sebastiano Ziani, si inaugurò un'era caratterizzata da numerose ristrutturazioni, che coinvolsero tutte e tre le ali. Nell'ala meridionale, in quella occidentale e in quella orientale i lavori iniziarono rispettivamente prima del 1340, nel 1424 e nel 1483, in quest'ultimo caso in conseguenza di un incendio cui ne sarebbero seguiti altri due, che avrebbero comportato la distruzione di moltissime opere d'arte, prontamente sostituite grazie all'opera dei principali maestri veneti. Edificate le Prigioni Nuove e ristrutturato il pianterreno tra XVI e XVII secolo, il Palazzo non fu più oggetto di lavori importanti, ma piuttosto vittima di danneggiamenti che portarono all'asportazione di numerose opere d'arte.
Con l'annessione di Venezia al Regno d'Italia l'edificio passò sotto la giurisdizione di quest'ultimo e divenne sede museale, funzione che continua a svolgere ospitando la sede del Museo civico di Palazzo Ducale, facente parte della Fondazione Musei Civici di Venezia (MUVE) e nel 2012 visitato da 1 319 527 persone.

## Prime sedi

### A Eraclea
Secondo la tradizione intorno al 697 i profughi veneti rifugiatisi nella Laguna elessero Paolo Lucio Anafesto loro doge, e si rese quindi necessario edificare una casa che diventasse sede del governo. Vennero istituite decime e vennero concessi al doge una serie di servi della gleba. La sede dogale fu posta a Eraclea: qui venne edificato il primo Palazzo Ducale, la cui forma è oggi ignota in quanto non se ne conosce la collocazione e non ne rimangono resti. Il palazzo, decorato con marmi di provenienza orientale, doveva apparire però molto diverso da quello attuale, e ben più spoglio. A causa delle continue contese tra Eraclesi ed Equiliani e dell'uccisione di Orso Ipato, terzo doge, si delegarono per un breve periodo le funzioni dogali a un magistrato eletto annualmente.

### A Metamaucum
Il trasferimento della sede dogale a Metamaucum, città fortificata e dalla fiorente economia per via delle coltivazioni corrispondente alla moderna Malamocco, avvenne sotto il governo di Teodato Ipato, figlio di Orso: si dice che questa scelta sia stata fatta in quanto questi accusava gli abitanti di Eraclea di aver ucciso suo padre. Fu necessario quindi costruire un secondo palazzo, in quanto il nuovo doge, originario di Eraclea, non aveva una propria casa nella nuova città. Dopo sessantotto anni e l'avvicendarsi di cinque dogi, venne eletto Agnello Partecipazio, che decise di trasferire nuovamente la sede ducale in quanto Metamaucum si era rivelata essere una città poco sicura.

### Trasferimento a Venezia
Il luogo prescelto per l'edificazione della nuova sede dogale fu la zona di Rivoalto, distante dal mare e separata da quest'ultimo da varie isole e per questo più sicura. Tale trasferimento è databile all'anno 812. Il nuovo palazzo, detto palatium ducis, venne edificato attorno all'814 nei pressi della chiesa dedicata a San Teodoro, poi sostituita dalla basilica di San Marco in seguito a un incendio, su un terreno di proprietà del doge. Il cantiere venne concluso sotto il dogato di Pietro IV Candiano: di quella costruzione, eretta nella stessa area che ora è occupata da Palazzo Ducale, non rimane alcuna traccia, ma è probabile che l'edificio fosse stato realizzato (almeno parzialmente) in pietra e presentasse agli angoli quattro torrioni d'avvistamento e in mezzo una corte. Il fatto che la casa del doge fosse estremamente fortificata è attestato in primo luogo dal fatto che riuscì a resistere alla rivolta scoppiata nel 976 contro il doge Pietro IV Candiano e in secondo luogo dal fatto che il doge Pietro I Orseolo riuscì a sostenere personalmente le spese per il rifacimento del palazzo dopo che questo era stato colpito da un incendio, segno che i danni non dovevano essere stati eccessivi. L'edificio ricostruito era caratterizzato dalla presenza di un corpo centrale fortificato con torri angolari, circondato dall'acqua, le cui tracce ancora si intuiscono nell'assetto del piano loggiato. Queste strutture erano caratterizzate dalla preponderanza degli ambienti dedicati al doge rispetto a quelli che dovevano ospitare le altre magistrature: ciò è sintomo della loro subordinazione a quella del condottiero e capo politico della repubblica.

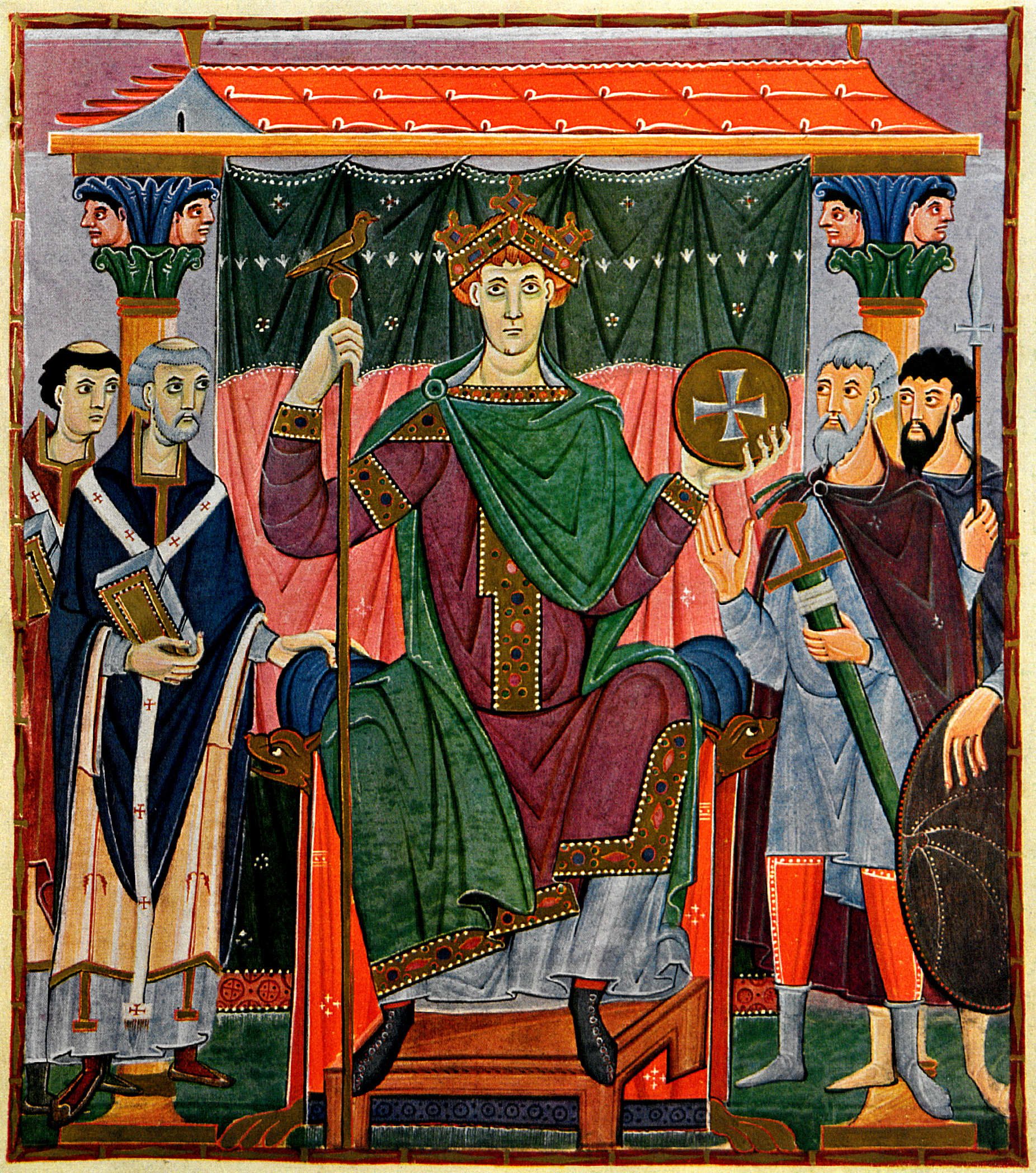
Ottone III

### Ottone III, Enrico IV ed Enrico V a Venezia
Ventidue anni dopo il sopraccitato incendio, Ottone III decise di recarsi a Venezia per incontrare Pietro II Orseolo, figlio di Pietro I. Il doge gli preparò un appartamento nella torre orientale. Considerato il soffermarsi degli autori dell'epoca su quest'ultimo dettaglio, si può dedurre che il palazzo fosse dotato di almeno due torri, una occidentale e una orientale, poste alle due estremità della facciata rivolta verso la laguna. Le cronache dell'epoca descrivono anche l'apprezzamento dell'imperatore per i decori interni del palazzo, pari forse solo a quelli delle dimore imperiali, che erano stati perfezionati dall'allora doge Pietro II Orseolo.
Dal 998, anno in cui Ottone III fu ospite a Palazzo Ducale, al 1105 non sono presenti fonti che diano informazioni precise sulle ristrutturazioni subite dalla fabbrica dell'edificio. È tuttavia probabile che Domenico Selvo, doge tra il 1071 e il 1084, abbia curato la decorazione del palazzo in quanto egli stesso diede un forte impulso a quella della chiesa attigua. Tuttavia tutti questi decori vennero distrutti nei successivi restauri e in particolare dall'incendio del 1574: come ricorda Francesco Sansovino, furono distrutte "le porte di marmo pario colonnate e figurate con gran maestria" che erano presenti nella sala delle Quattro Porte. Il successivo doge Vitale Falier ebbe modo di ospitare a palazzo l'imperatore Enrico IV di Franconia che, essendo molto devoto, si era recato in città in quanto vi si trovava il corpo dell'evangelista Marco. Sotto il dogato di Ordelaffo Falier avvennero, alla distanza di due mesi, approssimativamente attorno all'anno 1105, due incendi che distrussero vari edifici cittadini. Il più tragico dei due fu probabilmente il secondo, scoppiato a causa di un fulmine e diffusosi a causa del forte vento. I danni che tale incendio provocò alla basilica e al palazzo sono solo accennati dagli storici dell'epoca, che non descrivono neppure la ristrutturazione curata dal doge, conclusasi prima del 1116, anno in cui ospitò Enrico V di Franconia.

## Ampliamenti

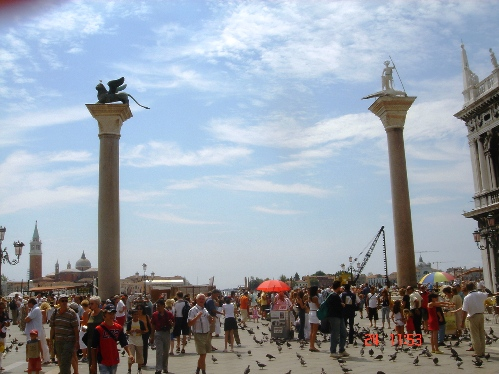
Le Colonne di San Marco e San Todaro

### Le colonne di piazza San Marco
Secondo le cronache d'epoca, i dogi che governarono tra il 1117 e il 1172 non effettuarono ristrutturazioni all'interno del palazzo, ma risalirebbe a quell'epoca l'arrivo a Venezia di diversi marmi provenienti da Oriente, tra cui le colonne che caratterizzano la piazzetta antistante il palazzo, forse giunte da Costantinopoli nel 1172, cioè appena dopo la morte di Vitale II Michiel. Tuttavia, la data dell'arrivo delle colonne va più probabilmente fatta risalire al dogato di Domenico Michiel: sarebbe stato l'appartenere alla stessa famiglia dei due dogi a trarre in inganno gli scrittori dell'epoca. Questa seconda teoria è supportata da vari elementi: in primo luogo il dogato di Vitale II Michiel fu caratterizzato dallo scoppiare di forti contrasti tra veneziani e bizantini, e questi ultimi non avrebbero mai concesso l'asportazione delle colonne; in secondo luogo, Francesco Foscari, affermando che "quelle colonne stettero per molti anni in terra, non si trovando persona cui bastasse l'animo di levarle in piedi", suggerisce che doveva essere passato un discreto lasso di tempo tra l'arrivo di queste ultime e il loro innalzamento, cosa improbabile se il loro arrivo risalisse alla fine del dogato di Vitale II Michiel o all'inizio di quello di Sebastiano Ziani. L'arrivo a Venezia delle colonne deve essere quindi avvenuto attorno all'anno 1130.

### Sebastiano Ziani
Durante il dogado di Sebastiano Ziani, eletto nel 1172, il complesso subì una prima grande ristrutturazione, che trasformò la fortezza originaria in un elegante complesso costituito da due edifici, uno fronteggiante la laguna e l'altro la piazzetta, realizzati secondo gli stilemi dell'arte veneto-bizantina, in conformità con le principali architetture a esso contemporanee. È probabile che nella realizzazione abbia avuto un ruolo primario il lombardo Nicolò Barattiero, colui che eresse le due colonne e realizzò in una primaria forma il ponte di Rialto, e che il suo stile fosse influenzato da elementi della tradizione lombarda. Appena dopo la conclusione del cantiere albergarono a Venezia papa Alessandro III e l'imperatore Federico Barbarossa, che avevano raggiunto una pacificazione grazie all'intermediazione dogale. In particolare, sappiamo che l'imperatore restò a Venezia due mesi, soggiornando a Palazzo.

#### Progetto della ristrutturazione esterna

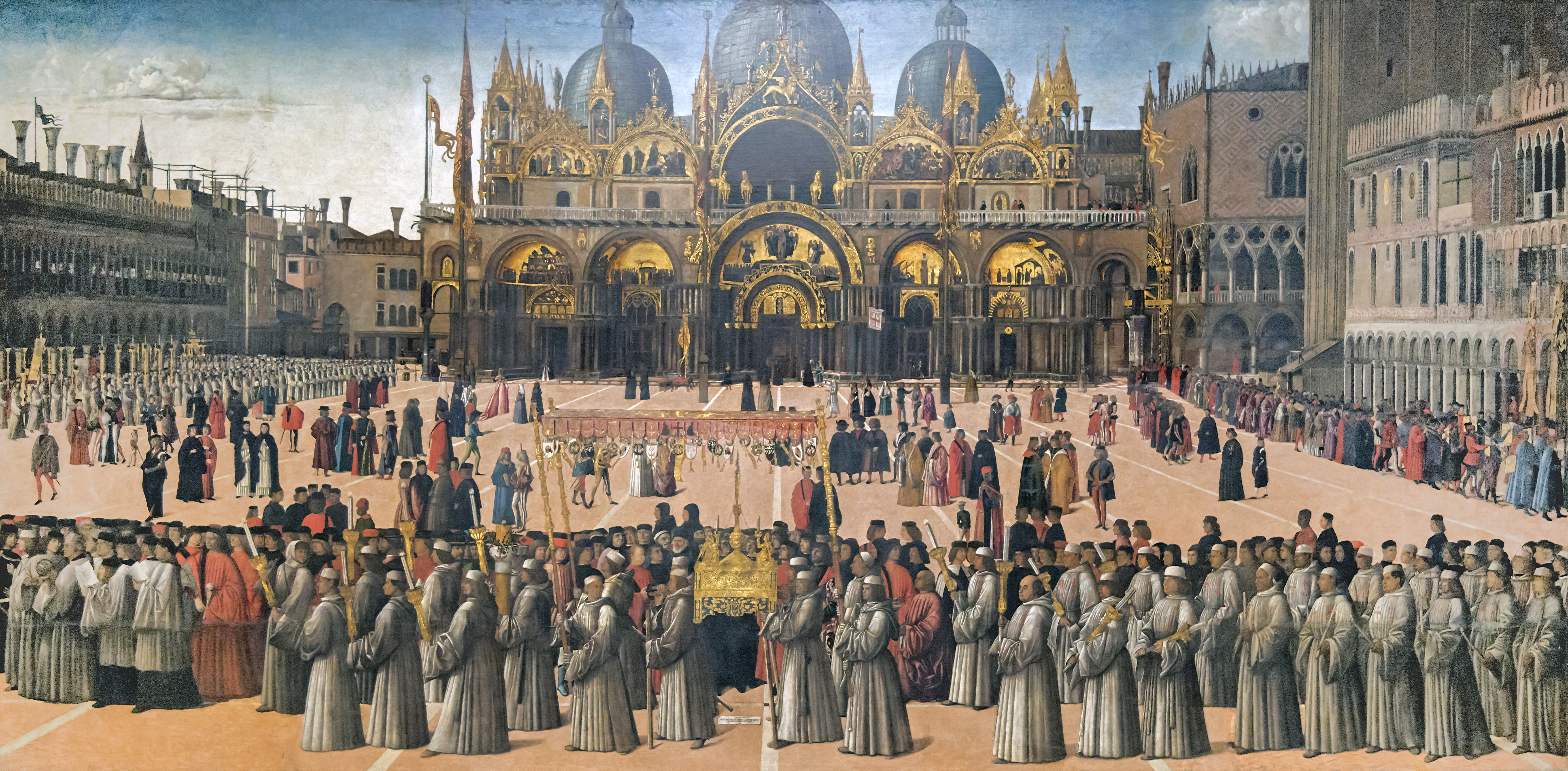
Processione in piazza San Marco di Gentile Bellini

Secondo gli storici moderni verso la piazzetta sorgeva il palazzo di giustizia, caratterizzato da un ampio porticato al piano terra, da una loggia scoperta al primo piano e dagli uffici al secondo, mentre verso il molo sorgeva il palazzo per le assemblee, che si estendeva dalla piazzetta all'attuale ponte della Paglia. Per la ricostruzione del progetto originario possiamo affidarci alle tracce contenute nell'opera Processione in piazza San Marco del Bellini, in cui le Procuratie Vecchie e l'Ospizio, rispettivamente a sinistra e a destra, presentano un caratteristico porticato, che doveva essere presente nel Palazzo Ducale, i cui piani superiori, decorati o da affreschi floreali, o da fasce stuccate, o da tondi nello stesso materiale, si possono ricostruire con minore precisione, asserendo che forse il primo piano era caratterizzato da piccole logge e finestre e il secondo da archi a tutto sesto con semplici capitelli e guglie coronamento.

#### Progetto della ristrutturazione interna
Il complesso era sede nel contempo di private abitazioni, di uffici pubblici, di attività commerciali private e di prigioni. Non rimane alcuna fonte che attesti esattamente la disposizione dei locali dentro questi edifici. Si possono comunque fare delle ipotesi, confrontando documenti e altre testimonianze non tecniche. Nello specifico, l'edificio verso la laguna, o palazzo del comune, avrebbe dovuto ospitare:
- al pianterreno la Sala del Maggior Consiglio, a doppia altezza, circondata da un portico, la cui collocazione ci è nota poiché documenti dell'epoca testimoniano che fosse comunicante con la corte[1] e cui si affiancavano altri locali minori, tra i quali la cappella di San Niccolò, prospiciente il canale[22];
- al piano superiore le stanze degli Avogadori, dei Censori, della Cancelleria inferiore e della Quarantia, queste ultime, copiosamente ricordate dagli archivi storici poiché nella seconda si riunivano i consiglieri durante le votazioni, connesse tramite stretti corridoi al locale più grande del pianterreno;[22]
- al secondo piano altre stanze dedicate all'amministrazione, tra le quali la Cancelleria ducale superiore.[22]

L'edificio verso l'attuale Piazzetta, noto come palazzo di giustizia, un tempo fronteggiato forse da un canale, avrebbe dovuto ospitare:
- al pianterreno uffici pubblici, che si affacciavano prima del bastione fortificato, e negozi e appartamenti affittati a privati, comunicanti con la riva d'acqua;
- al primo piano le sedi di uffici giudiziari, quali quello dei Signori di Notte, degli Avocadores Comunis, dei magistrati del Piovego, dei Cattaveri;
- nell'ultimo o nel penultimo piano le prigioni, trasferite dal 1297 al pianterreno, liberando dei locali occupati da privati.[22]

Di quest'ultimo edificio rimangono ancora oggi delle tracce: dei frammenti di basamento in pietra d'Istria e alcune pavimentazioni in cotto a spina di pesce.
Oltre alla ristrutturazione del palazzo e della attigua chiesa, Ziani fu artefice anche dell'ingrandimento di Piazza e Piazzetta San Marco, che circondò di lussuosi edifici. Pur mantenendo le mura angolari che caratterizzavano il palazzo e gli ingressi fortificati sulla piazza, il doge fece inoltre demolire la muraglia merlata che circondava la piazza, edificata nel IX secolo per proteggere la città dalle invasioni e la cui presenza è attestata da una piantina di Venezia risalente al XII secolo. L'ingrandimento della piazza e l'abbattimento della muraglia permisero l'innalzamento sul fronte mare delle due grandi colonne. Alcuni elementi, tra i quali la disposizione dei sempre più ristretti appartamenti dogali, rimasero invariati prima e dopo l'operazione.

#### Svolgimento e finalità della ristrutturazione
L'ampliamento degli spazi era legato alla necessità di dare una sede ai molti organi e uffici che stavano sorgendo in quel periodo, mentre il passaggio da una struttura fortificata a un'architettura civile e aperta testimonia come la necessità difensiva non fosse più così sentita, dal momento che, essendosi espansi i domini della città lagunare, i confini dei possedimenti della stessa erano sempre più distanti dai centri del potere.

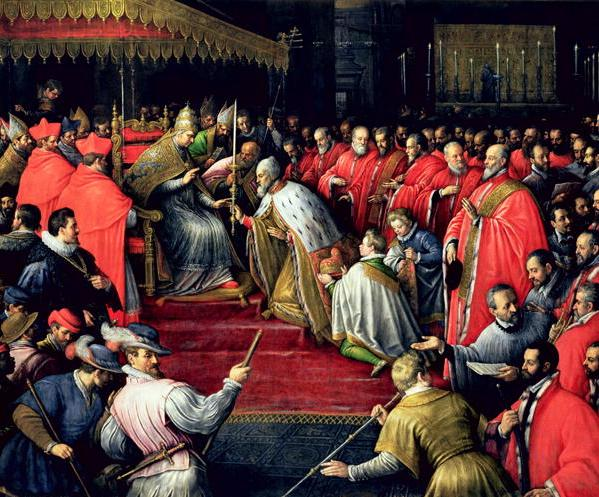
Leandro Bassano, Papa Alessandro III nella basilica di San Marco dona al doge Ziani il cero bianco, uno dei segni dell'autorità dogale

In merito a tale operazione, Francesco Sansovino ricorda che "non solamente averlo esso Ziani rinovato, eziandio ingrandito per ogni verso". Tuttavia il resoconto che viene fatto dagli storici in relazione a quest'opera di ristrutturazione non è affatto preciso. È probabile che, considerato che le mura suddette costeggiavano pure il canale posto oggi lungo la facciata orientale del palazzo, vi fosse tra l'antico muro del palazzo e il muro di difesa affacciato sul canale uno spazio atto a far entrare la luce all'interno delle finestre del palazzo: con l'abbattimento del muro, fu possibile quindi occupare quello spazio. I lavori si protrassero dal 1173 al 1177. Per realizzare ulteriori ampliamenti furono acquistati terreni facenti capo alle monache della chiesa di San Zaccaria, che si estendevano fino alla chiesa di Santa Maria in Broglio. Per realizzare l'espansione, furono abbattute varie ali della prima fabbrica, quelle rivolte verso il canale, la laguna e la piazzetta. Non fu invece abbattuta l'ala prospiciente la chiesa, in quanto lì si trovavano le stanze dogali e nello stesso tempo non sarebbe stato possibile realizzare nuove stanze in quella zona. È probabile che l'ampliamento fu così sostanzioso che la piazzetta rivolta alla laguna, in precedenza più ampia, venne ridotta a una semplice fondamenta collegata alla seguente da un ponte. Un cronachista appuntò nel 1285 che era stata "fatta aggrandare dal doge Dandolo la piazza verso la laguna, che prima non vi era se non un poco di fondamenta, ov'era un ponte".

### Enrico Dandolo, Pietro Ziani, Jacopo Tiepolo

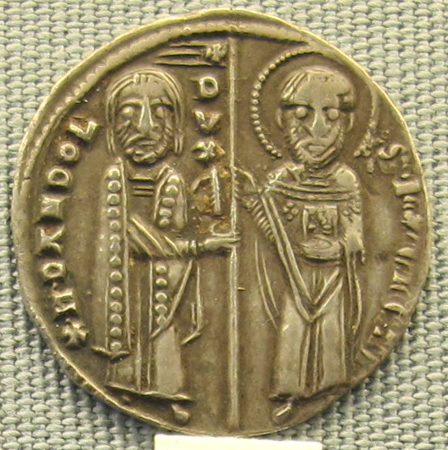
Moneta raffigurante Enrico Dandolo

Dopo Orio Mastropiero salì al trono Enrico Dandolo, il quale, audace condottiero, aveva promesso come voto l'erezione di una cappella in onore di San Nicolò, affinché questi lo proteggesse nella sua guerra contro i turchi. La cappella venne edificata sotto il dogato di Pietro Ziani in un'area prospiciente il canale di Palazzo appositamente ampliata, e venne poi trasferita, nel XVI secolo, presso l'appartamento dogale: si pensò a lungo che la cappella fosse stata eretta per volontà di quest'ultimo ma, considerato che le pareti, decorate grazie a un lascito della famiglia Coppo, raffigurano la conquista di Costantinopoli, è più probabile si tratti del tardivo adempimento del voto del precedente doge. Erede politico di Ziani fu Jacopo Tiepolo, committente secondo il religioso cinquecentesco Girolamo Bardi di una decorazione della Sala del Maggior Consiglio che prevedeva la descrizione della vita di papa Alessandro III. L'esistenza di tale decorazione era in passato messa in dubbio a causa della non conoscenza del luogo ove si riunisse tale organo dall'epoca di Ziani sino al 1423, quando sarebbe stato trasferito: oggi siamo in grado di affermare che, in conformità con quanto ipotizzato da fonti ottocentesche, la primitiva sala del Maggior Consiglio si trovasse nell'ala meridionale, al pianterreno. In questo caso è però impossibile che le decorazione dell'epoca si fossero conservate fino all'epoca di Bardi in quanto tale sala fu completamente ristrutturata in seguito a un decreto del 1340. È più probabile invece che i dipinti osservati da Bardi fossero quelli realizzati nel 1365 dal Pisanello durante la decorazione della nuova Sala del Maggior Consiglio, opere andate perdute durante un successivo incendio. Durante il dogato del Tiepolo si verificò un incendio (nel 1230 o nel 1231) ma, al contrario di ciò che è attestato da alcune fonti d'epoca, Palazzo Ducale non subì danni.

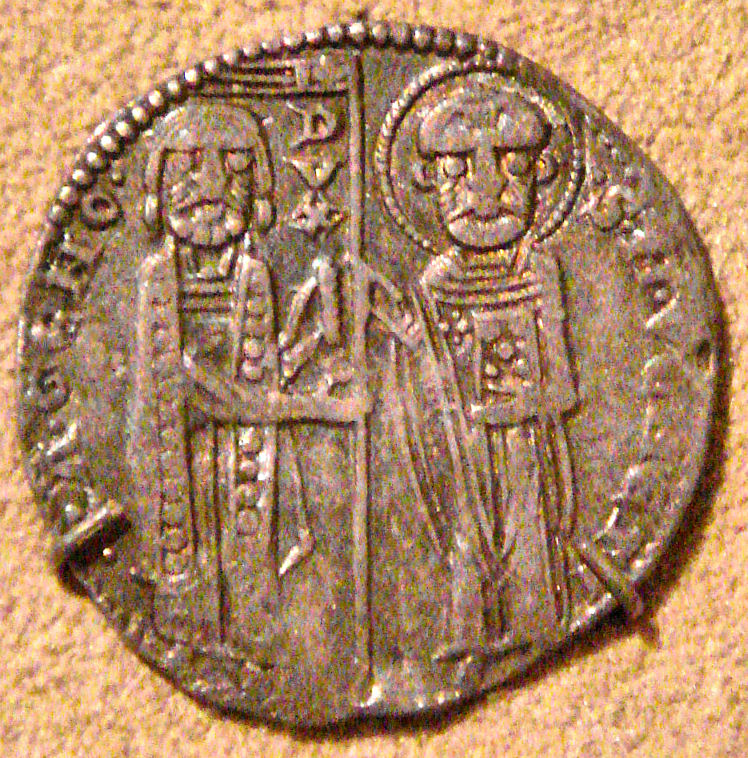
Moneta raffigurante Renier Zen

### Renier Zen, Lorenzo Tiepolo, Giovanni Dandolo
Fino al 1301 non è riportato in alcuna cronaca se il Palazzo Ducale fu oggetto di altri lavori, ma ciò non significa che in quel lasso di tempo non vi operasse alcun cantiere. Nel 1232 Federico II di Svevia vi venne probabilmente ospitato.
Sotto il dogato di Renier Zen la piazza venne selciata. Si racconta inoltre che appena dopo la nomina a doge Lorenzo Tiepolo rimase su pianerottolo della scala principale del palazzo, sita ove oggi si trova la Scala dei Giganti e di fronte a quello che era l'ingresso principale del palazzo, per ascoltare le lodi che gli erano rivolte: tale uso, forse anteriore al Tiepolo, venne mantenuto con qualche variazione anche in seguito.
Sotto Giovanni Dandolo fu eretta una loggia che, nonostante alcune testimonianze che la collocherebbero presso la chiesa di San Basso, era probabilmente situata ai piedi del campanile nel luogo ora occupato dalla Loggetta del Sansovino Il fatto che probabilmente tale loggia si trovava in linea con la porta principale del palazzo e con la scala citata in precedenza fa pensare che l'antico accesso si trovava dove fu in seguito eretta la Porta della Carta. Sempre durante il dogato di Dandolo fu anche ampliata la parte di piazzetta rivolta verso la laguna.

### Il Maggior Consiglio nella Sala del Senato

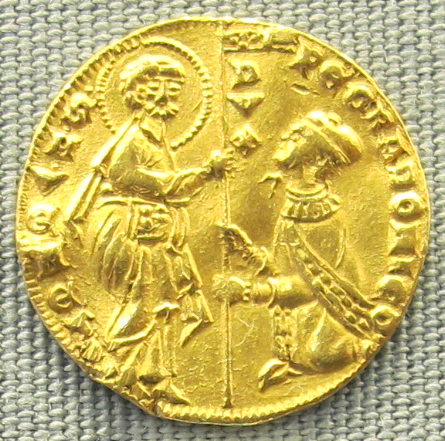
Moneta raffigurante Pietro Gradenigo

Dopo Francesco Dandolo salì al trono Pietro Gradenigo, autore di una serie di leggi meglio note col nome di Serrata del Maggior Consiglio, operazione volta a consentire l'accesso al Maggior Consiglio solo a coloro che fossero stati in grado di dimostrare che i loro antenati vi avevano già fatto parte. Data questa definizione, e analizzato quale fosse il fine di tale legge, il nome di serrata non corrisponde a una riduzione del numero di coloro che erano ammessi al consiglio stesso. Si ebbe anzi un accrescimento del numero dei consiglieri, che rese necessario un ampliamento dei locali volti a ospitare il consiglio stesso, i cui membri erano passati da 317 nel 1264 a 900 nel 1310 e a 1 017 l'anno successivo. Le proposte che ebbero maggior successo tra quante vennero fatte per consentire a tutti i membri del consiglio di riunirsi in un medesimo locale furono quella di usare anche ambienti attigui, senza che questi venissero incorporati, e quella, poi portata a compimento, di ristrutturare in modo radicale l'ambiente, inglobando stanze minori, costruendo muri portanti e abbattendone altri. Alcune cronache riportano che nel 1301, anno in cui si riprese il discorso su questa problematica, definendo le regole del bando, la data di partenza dell'opera, le pene per chi avesse rallentato lo svolgimento dei lavori, "fu preso parte di fare una Sala grande per la riduzione del gran Consiglio, et fu fatta quella che ora si chiama dello scrutinio": i lavori secondo Francesco Sansovino si conclusero nel 1309 e il Maggior Consiglio continuò a riunirsi in quella sala, in seguito chiamata Sala dei Pregadi, fino al 1423. Anche i locali ospitanti i servizi e gli organi connessi al Maggior Consiglio furono trasferiti in un luogo limitrofo al nuovo ambiente. Dalla semplice ristrutturazione di un locale si passò a un cantiere più complesso, che doveva prevedere la ricostruzione dell'intera ala meridionale: ciò a motivo non solo delle nuove esigenze pratiche, ma anche perché il Maggior Consiglio stava acquisendo sempre maggior importanza, ai danni della figura del doge, e quindi la sua sala doveva dimostrare l'influenza e la ricchezza dei membri di tale organo.
La datazione di tale cantiere non può essere però data con estrema precisione (nonostante grosso modo il periodo sia abbastanza sicuro), in quanto altre fonti, e in particolare le opere di Marin Sanudo il Giovane, riportano a volte come data il 1305, altre volte il 1310. Non è noto chi fu il responsabile di tale opera, come non è certo dove si riunisse il consiglio prima della stessa (nonostante vi siano delle fondate ipotesi che affermano che prima della Serrata il consiglio si riunisse nel medesimo luogo di dove si sarebbe riunito dopo il 1423, dopo che detto locale fu debitamente ampliato.) né quale fosse l'apparato decorativo della sala ospitante il consiglio.
Se si vuole individuare un autore dell'opera di ristrutturazione, lo si può ricercare in Pietro Basejo, citato sì in un documento del 1361, ma morto nel 1354. Essendo le notizie biografiche relative a Basejo piuttosto scarse, non si può attestare che età avesse nel 1301 in quanto non se ne conosce la data di nascita. Un altro filone di ricerche ha individuato come possibile autore di queste opere di ristrutturazione l'architetto Montagnana, citato dal Sansovino quale autore della ristrutturazione del campanile e secondo Tommaso Temanza potenzialmente anche proto di Palazzo Ducale, ossia primo architetto della Repubblica, incaricato della direzione di tutti i principali cantieri pubblici e in particolare di quello della basilica di San Marco. Accenni a quale fosse la decorazione della sala ci vengono forniti dal Sanudo nei suoi diari: alla data del 5 giugno 1525 afferma che erano presenti riquadri raffiguranti alberi grandi e piccoli, con una funzione allegorica. È tuttavia probabile che vi fossero pure raffigurazioni cartografiche dei possedimenti della Serenissima e un'Incoronazione della Vergine in corrispondenza del trono. Nel 1525, anno in cui venne deliberata la ricostruzione della sala, il Sanudo si lamentava del fatto che un locale così pregevole non potesse essere distrutto, pena la perdita dei capolavori al suo interno contenuti.

### Cantieri nell'ala meridionale
La sala entrò in attività nel 1309, e divenne di fatto la seconda sede del Maggior Consiglio, ma si rese subito necessario cambiare la sede dell'organo ospitato a causa dell'aumento di un terzo del numero di coloro che erano ammessi a farne parte tra il 1301, anno di inizio dei lavori per il Sansovino, e il 1309, anno della conclusione degli stessi. La necessità di trovare nuovi spazi per un così numeroso organo rese necessaria l'apertura di cantieri nell'ala meridionale del palazzo, datata dal Sansovino al 1309. Riguardo l'edificazione di questa nuova ala si è presentato il contrasto tra le differenti fonti che, affermando dati differenti, rendono difficile la ricostruzione della cronologia relativa a tale opera. In primo luogo, è necessario affermare che tale cantiere venne aperto per la semplice necessità di edificare la Sala del Maggior Consiglio e non per altri fini.

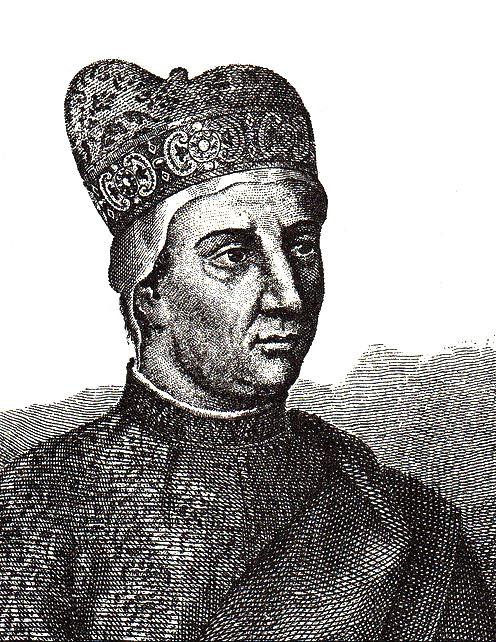
Giovanni Soranzo

Sono vari gli elementi che supportano la tesi secondo la quale la costruzione della nuova sala iniziò subito dopo la conclusione dei precedenti lavori: in primo luogo, la necessità impellente di trovare un nuovo sito per il Maggior Consiglio; in secondo luogo, l'accuratezza delle fonti storiche usate dal Sansovino, molto spesso redatte da contemporanei delle opere trattate e in grado quindi di registrare i dati con minuzia estrema e, in ultima analisi, la presenza di un documento ritrovato dall'abate e storico Giuseppe Cadorin, anche se da questi erroneamente interpretato: in esso si afferma infatti che nel 1340, anno da molti individuato come quello della costruzione della sala, questa era già stata eretta come pure l'ala che l'ospitava e necessitava non tanto quindi d'esser costruita, ma semmai ampliata, ospitando già vari organi amministrativi. La nuova sala venne eretta sopra la preesistente Sala dei Signori di Notte, che ricalcò per larghezza; inoltre, vennero edificate nella suddetta sala alcune colonne per reggere il pavimento del sovrastante locale, secondo il consiglio di alcuni esperti mastri. Nel 1309 iniziarono quindi i lavori, consistenti nell'abbattimento e ricostruzione dalle fondamenta del lato meridionale prospiciente il mare, ala dove già prima si riuniva il Maggior Consiglio, poi provvisoriamente trasferito nella Sala del Senato o dei Pregadi. Il decreto del 28 dicembre 1340, che ordinava la realizzazione al secondo piano di tale area della nuova sala dedicata al Maggior Consiglio, testimonia come a quell'epoca il primo piano fosse già utilizzato per altri uffici. L'opera di ricostruzione venne fortemente promossa dal doge Giovanni Soranzo, che seppe realizzare anche altre opere che promossero lo sviluppo urbanistico della Serenissima, parallelamente accompagnato anche dall'edificazione di numerose dimore private. Il fatto che la realizzazione di tali lavori venne effettuata sotto il suddetto doge è testimoniato dalla presenza di un documento ufficiale, riguardante i finanziamenti delle opere pubbliche, dal quale si può dedurre che nel 1323 la costruzione dell'ala era giunta al primo piano e che si stava provvedendo in alcune aree alla copertura delle sale appena edificate, in altre alla riparazione dei soffitti.
Riguardo a chi fosse l'architetto responsabile di questo cantiere, avviato nel 1309, Giovanni Battista Egnazio, al secolo Cipelli, lo identifica con Filippo Calendario. Tale ricostruzione deve però confrontarsi con un documento risalente al 23 settembre 1361, riportato testualmente nelle cronache del Cadorin e costituente una delle principali fonti biografiche relative a Pietro Basejo, in esso identificato come primo architetto in un'epoca antecedente all'attività del Calendario.
Di conseguenza, si può affermare che l'edificazione dell'ala verso il mare fino al primo piano sia stata opera di Basejo, anche se il nome del Calendario, comunque non estraneo al cantiere, non si perse come quello dell'altro nell'oblio del tempo in virtù del fatto che il secondo disponeva di grande prestigio tra il popolo e fu tra i congiurati del colpo di stato ordito da Marin Falier nel 1355. La partecipazione del Calendario nel cantiere è comunque molto probabile, ma probabilmente il suo intervento avvenne in un secondo momento e sempre parallelamente all'attività del primo, col quale sarebbe poi entrato in un rapporto di amicizia tale da dare la propria figlia Caterina in sposa al figlio del collega.

### Altri lavori tra il 1309 e il 1340
Contestualmente a questi lavori, nel 1322 venne ampliata a scapito dei locali adiacenti, arricchita con colonne marmoree di fattura orientale e decorata con le storie di Alessandro III la chiesa di San Nicolò, situata nell'ala affacciata sul canale, che finalmente venne dotata di abside e finestre nello stile gotico tipico dell'epoca. Pur non conoscendosi l'autore di tale decorazione, il Cadorin propone due ipotesi: secondo le sue ricostruzioni, l'artefice potrebbe essere o Guariento di Arpo, o un non meglio precisato maestro Paolo, in attività nel 1346 e che fu autore di una pala d'altare per la stessa cappella. L'opera di questo pittore è attestata da cronache d'epoca, mentre il Guariento all'epoca doveva essere molto giovane.
Contemporaneamente, venne pure realizzata sotto il porticato di Palazzo Ducale una gabbia atta a ospitare una coppia di leoni, che diedero come prole tre cuccioli, un maschio e due femmine, una delle quali fu mandata a Verona in dono a Cangrande della Scala. Tale gabbia prova l'esistenza nel cortile di un loggiato al piano terreno dell'ala occidentale, eretta sotto il dogato di Pietro Ziani. Tale loggia sparirà durante i lavori realizzati in quell'ala a partire dal 1424.
Alla fine dell'anno 1326 venne allargata la sede delle carceri site al piano terra, con un ampliamento che rese necessario il trasferimento della sede dei castaldi di palazzo. Considerata quale fosse la sede di questi ultimi, si può affermare che prima di allora le prigioni di palazzo avevano occupato solo il lato meridionale del palazzo e parte di quello orientale.

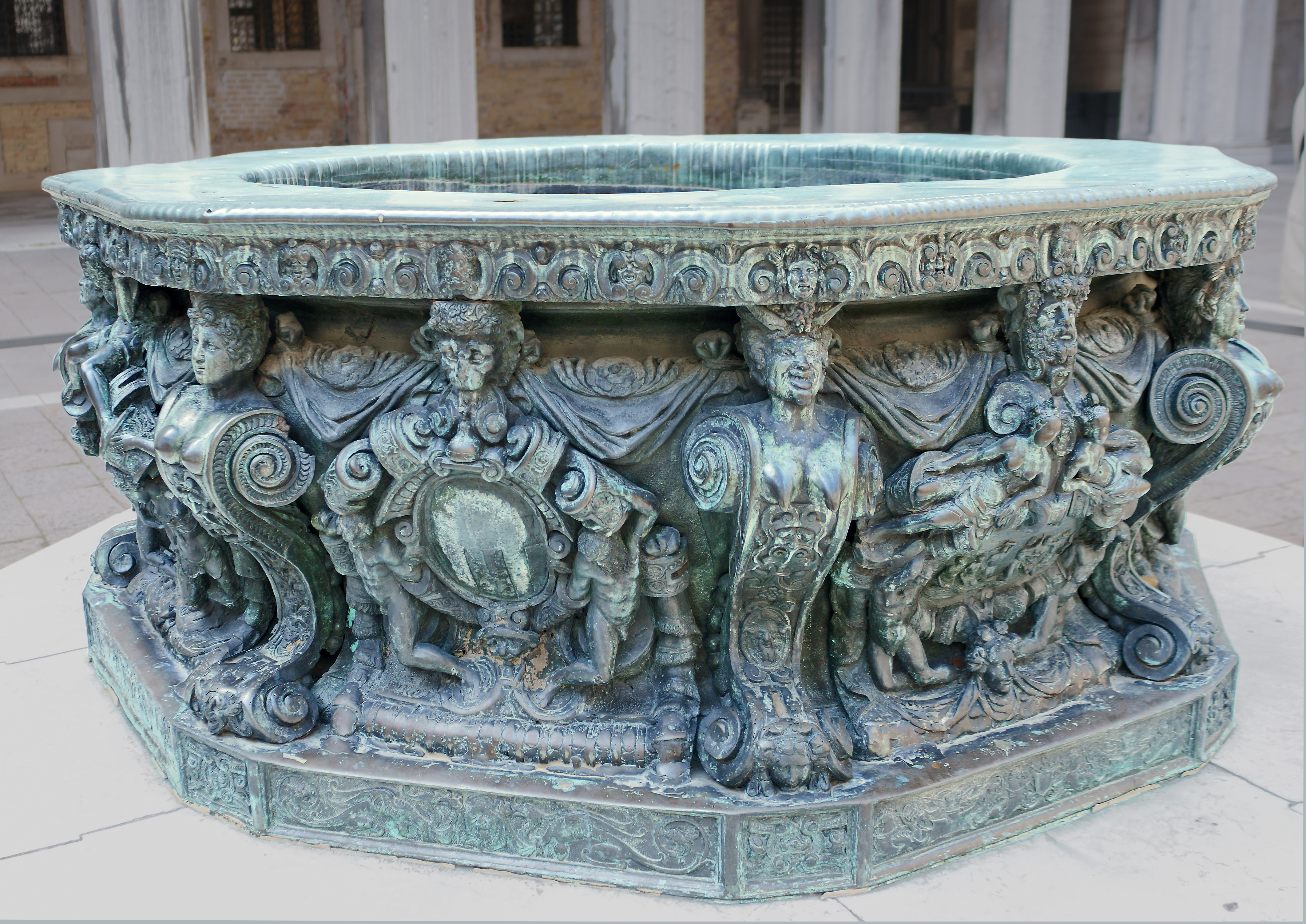
Il pozzo dell'Alberghetti, di realizzazione successiva

Nel 1332 un nuovo cantiere interessò i pozzi del palazzo: venne riparato quello più importante, sito al centro del cortile, e ne venne costruito uno più piccolo in una piccola corte confinante con la basilica. Un terzo pozzo venne aggiunto nel 1405.
Notizia rilevante è che nel 1335 vennero contattati lapicidi per la realizzazione di un leone in marmo da porsi sopra l'accesso principale del palazzo, corrispondente alla scala principale. La doratura di tale opera risale al 1344, come attestato da un documento ufficiale che ci dà anche importanti informazioni relative alla collocazione dello stesso:
(4 novembre 1344)
Tale notizia consente di affermare che l'antica porta interna e l'antica scala a essa antistante non fossero altro che le antenate delle attuali strutture (la porta metteva in comunicazione la piazzetta con la corte e si trovava sulla retta congiungente la Loggetta del Sansovino e l'antica scala, sita dove oggi si trova quella dei Giganti; tali opere vennero però sostituite da strutture più moderne pochi anni dopo). Dunque si può affermare che nella ricostruzione del prospetto interno del corpo orientale venne rispettato lo schema prefissato, e in particolare che la Scala dei Giganti corrispondesse all'antico scalone, così come la Porta della Carta all'antico arco. Tale leone sarebbe stato più precisamente posizionato sulla porta della scala che congiungeva alla corte il lato orientale della Sala del Maggior Consiglio allora in funzione, scala commissionata nel 1340 e terminata quattro anni dopo.

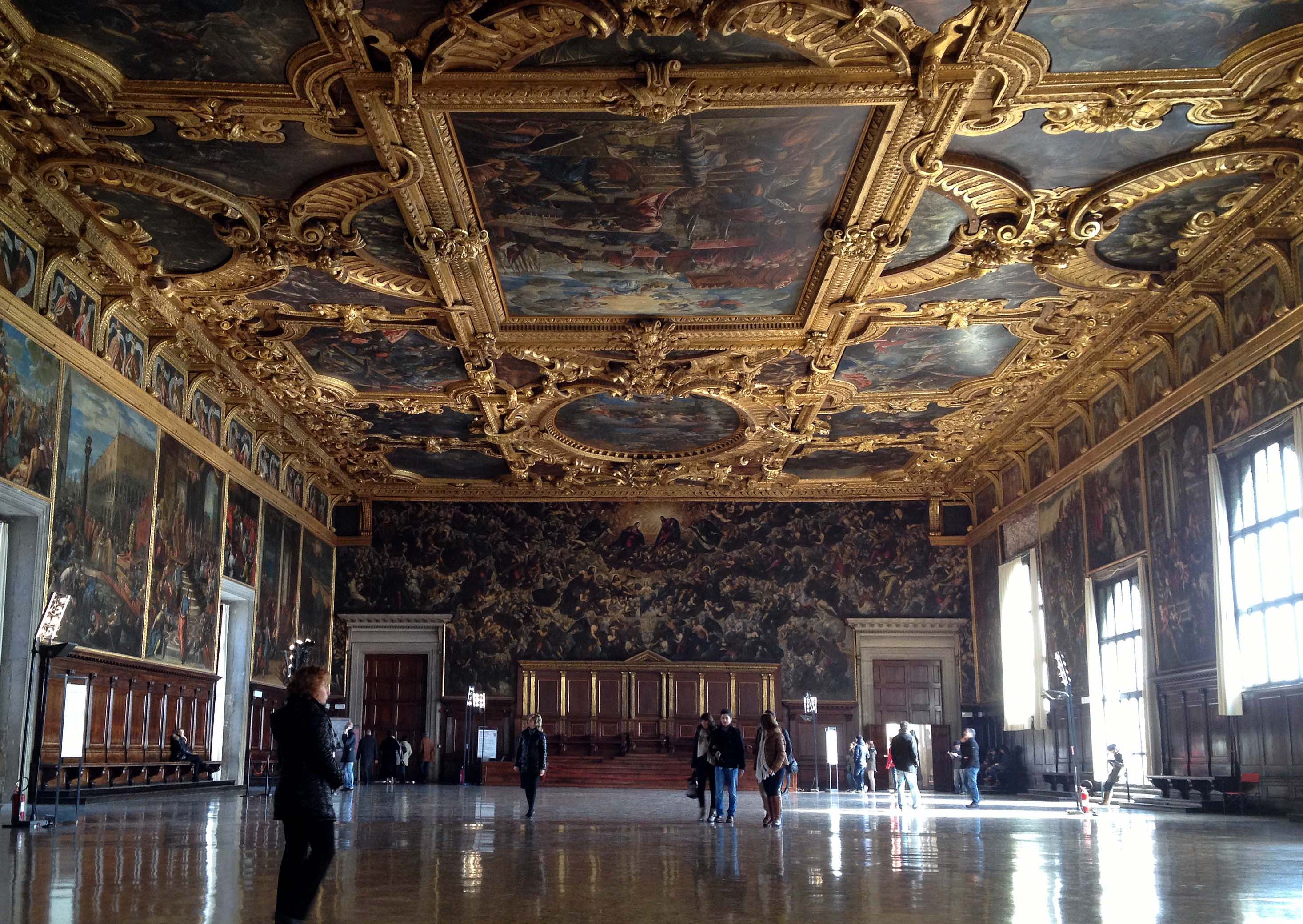
La Sala del Maggior Consiglio oggi

### Ampliamento del 1340
Riedificato già per intero il primo piano dell'ala australe, nel 1340 venne decretata una serie di altri lavori da compiersi nel palazzo, non consistenti in una vera e propria edificazione ma semmai in un ampliamento. Tali lavori consistettero nel costruire o risistemare il secondo piano, nel completare la Sala del Maggior Consiglio (si ricordi che, come detto in precedenza, tale organo continuò a riunirsi nella Sala del Senato sino al 1423), nel ristrutturare per i nuovi fini ai quali erano destinate alcune stanze adiacenti a quella che sarebbe stata del Maggior Consiglio, nell'erigere una scala comunicante con la Sala del Maggior Consiglio: il costo preventivato per la loro realizzazione fu di lire 950 per i lavori d'architettura e di lire 200 per le decorazioni, il che adduce un altro valido sostegno alla tesi che non vede questo lavoro come una riedificazione, ma solo come un ampliamento consistente nella sistemazione del secondo piano, in quanto se fosse stato necessario provvedere alla ricostruzione le spese sarebbero state ben maggiori.
Dopo quindici mesi dall'apertura di questo cantiere, fu decretata la necessità di altri lavori, in quanto la sala doveva diventare più ampia del previsto: il fatto che il 10 marzo 1342 i piani sottostanti la Sala del Maggior Consiglio fossero già stati ultimati testimonia che i lavori di ricostruzione non erano ricominciati nel dicembre 1340 (anno del suddetto decreto), ma già nel 1309, come testimoniato dal Sansovino. Completata alla fine del 1344 la parte di sala prospiciente la laguna, dieci periti furono chiamati sotto decreto del 30 dicembre 1344 per esaminare se le muraglie guardanti il cortile fossero idonee a sostenere il peso del muro che avrebbe cinto la sala su quel lato:
(30 dicembre 1344)
Infatti, il muro del piano terra, che cingeva le prigioni, reggeva solo il loggiato del primo piano e non si sapeva se avrebbe retto ulteriori sollecitazioni. Anche questo elemento contribuisce a pensare che la fabbrica del primo e del secondo piano siano avvenute in tempi differenti. Ricevuto il parere positivo da parte dei periti, si procedette coll'edificazione della scala e della relativa porta. Il lavoro venne interrotto a causa della Peste scoppiata nel 1348, e ripreso il 24 febbraio 1350.
Sappiamo che furono impiegati come direttori dei lavori Filippo Calendario tajapiera e Pietro Basejo magister prothus, oltre a un grandissimo numero di manovali, scultori ed esperti lapicidi. Il direttore dei lavori fu inizialmente il Basejo, alla cui morte subentrò il Calendario. L'attività del primo è suggerita dal fatto che attorno al 1350 il Calendario fu incaricato di compiere una serie di viaggi per conto della Serenissima, e sempre in quel periodo si impegnò in alcune campagne militari: ciò testimonia che non aveva un impegno fisso al cantiere. Il Calendario nel 1355 venne condannato a morte per impiccagione in quanto orditore della congiura promossa dal doge Marin Falier. Si tramanda che la sua condanna venne effettuata congiuntamente a quella del genero e usando le celebri colonne rosse della balconata di palazzo, la cui collocazione venne però alterata nel tempo. Avendo visto la congiura una estesa partecipazione tra gli scalpellini di Palazzo Ducale, il lavoro rimase sospeso. Il cantiere rimase per vario tempo in sospeso a causa di eventi bellici e di una seconda peste. Nel 1362 il palazzo era in rovina. A causa della volontà di Lorenzo Celsi di concludere i lavori, essi si poterono dire conclusi nel 1365. Tuttavia il Celsi, odiato per il suo comportamento arrogante, morì in modo misterioso e si ipotizzò fosse stato avvelenato. Dopo la sua morte, si decretò che "il doge non potesse in avvenire impiegare danaro pubblico in spese di fabbriche nel palazzo, senza il consenso dei sei consiglieri, di tre quarti della Quarantia e di due terzi del Maggior Consiglio." Si può dire che Palazzo Ducale, dopo tutti questi lavori, non presentasse una forma molto differente da quella a noi contemporanea.
Salito al trono Marco Corner, egli ordinò che la Sala del Maggior Consiglio fosse decorata con pitture: fu contattato tra gli altri artisti Guariento di Arpo, al quale venne commissionata la decorazione della parete orientale della sala con il tema del Paradiso, e più precisamente dell'incoronazione della Vergine in mezzo alla gloria di questo. In seguito il medesimo artista si dedicò alla decorazione delle altre pareti, illustrandovi la venuta a Venezia di Alessandro III e la Guerra di Spoleto, come ricordano alcune fonti. Anche il Pisanello lavorò in questo cantiere, secondo le ricostruzioni di Scipione Maffei. Il Sansovino affermò che nel quadro, raffigurante l'Imperatore Ottone che si dirige dal padre dopo essere stato liberato dalla Serenissima, era presente il ritratto di Andrea Vendramin, detto da molti il giovane veneziano più bello della sua epoca: asserendo ciò il grande storico commette un errore in quanto a quell'epoca il Vendramin non era nemmeno nato; altro errore commesso dal Sansovino fu quello di affermare che la sala era già stata precedentemente decorata.
Tra gli altri, si può ipotizzare che anche Nicolò Semitecolo e Lorenzo Veneziano abbiano preso parte all'attività decorativa. Durante tale opera decorativa venne creato per la prima volta il fregio raffigurante i volti dei dogi a partire da Obelerio, poi riprodotto dopo che era stato distrutto dall'incendio del 1577. Il Sanudo afferma che le iscrizioni illustranti le opere pittoriche furono prodotte da Francesco Petrarca, il che non è impossibile. Successivamente però, dopo un periodo di guerre continue (1368-1381), Venezia si trovò in difficili condizioni politiche ed economiche, e pertanto i lavori di decorazione (che ormai volgevano al termine) vennero interrotti.
Dopo che era stato deciso di ridipingere la cappella palatina le cui decorazioni erano in rovina, fu Michele Sten a favorire il completamento dell'opera decorativa della sala. Il soffitto fu fatto a cassettoni decorati con stelle, che forse alludevano allo stemma del doge. Il Sanudo afferma che quest'opera rimase per lungo tempo incompiuta e venne conclusa solo nel 1406.

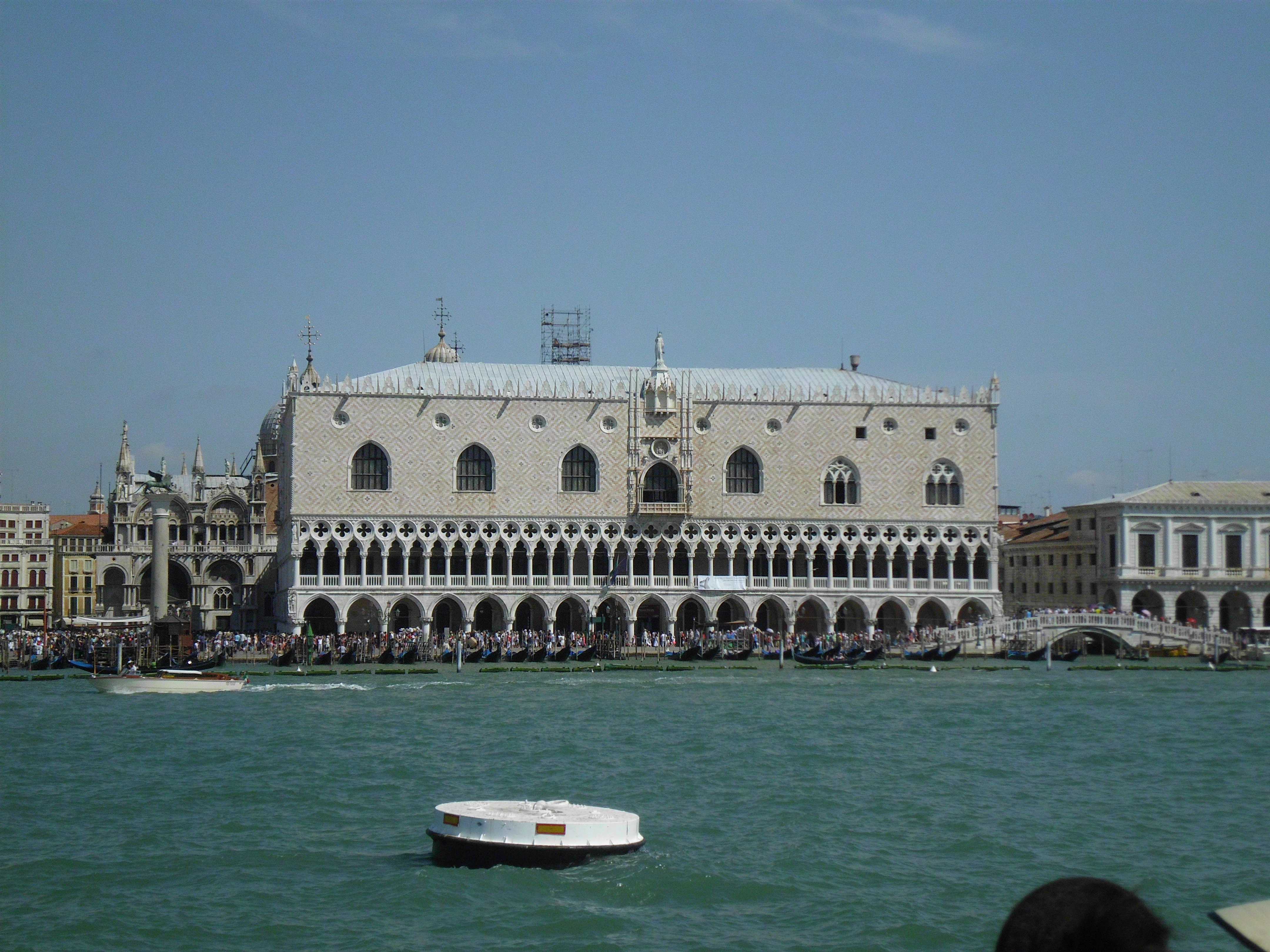
Visuale della facciata meridionale con balcone di Palazzo Ducale

Venne sempre in quegli anni costruito un grande balcone nella parte centrale della facciata prospiciente il mare, nel 1404 secondo quanto riportato sullo stesso, nell'anno successivo secondo il Sansovino. Qualunque delle due date sia presa come vera, è comunque errato ciò che sostenne Tommaso Temanza nell'attribuire al Calendario la decorazione di questa opera, in quanto lo scultore era morto già da mezzo secolo (nel 1355). Altro errore commise Pietro Selvatico, che data tutto il fronte meridionale al 1424, rendendolo contemporaneo a quello innalzato sotto Francesco Foscari.
Tale errore era dovuto a una cattiva interpretazione di quanto scritto sulla Cronaca Zancarola, e venne segnalato da Dall'Acqua, che ne comprese le cause e lo motivò dicendo che il cronachista scrivendo ciò che aveva riportato parlava al plurale di facciate del lato occidentale riferendosi a quell'esterna e a quell'interna. Altresì bisogna notare che la data stessa riportata sulla finestra (1404) è indicativa del fatto che tale facciata al tempo dovesse essere già stata realizzata e che vi sono sostanziali differenze nello stile dei due fronti.

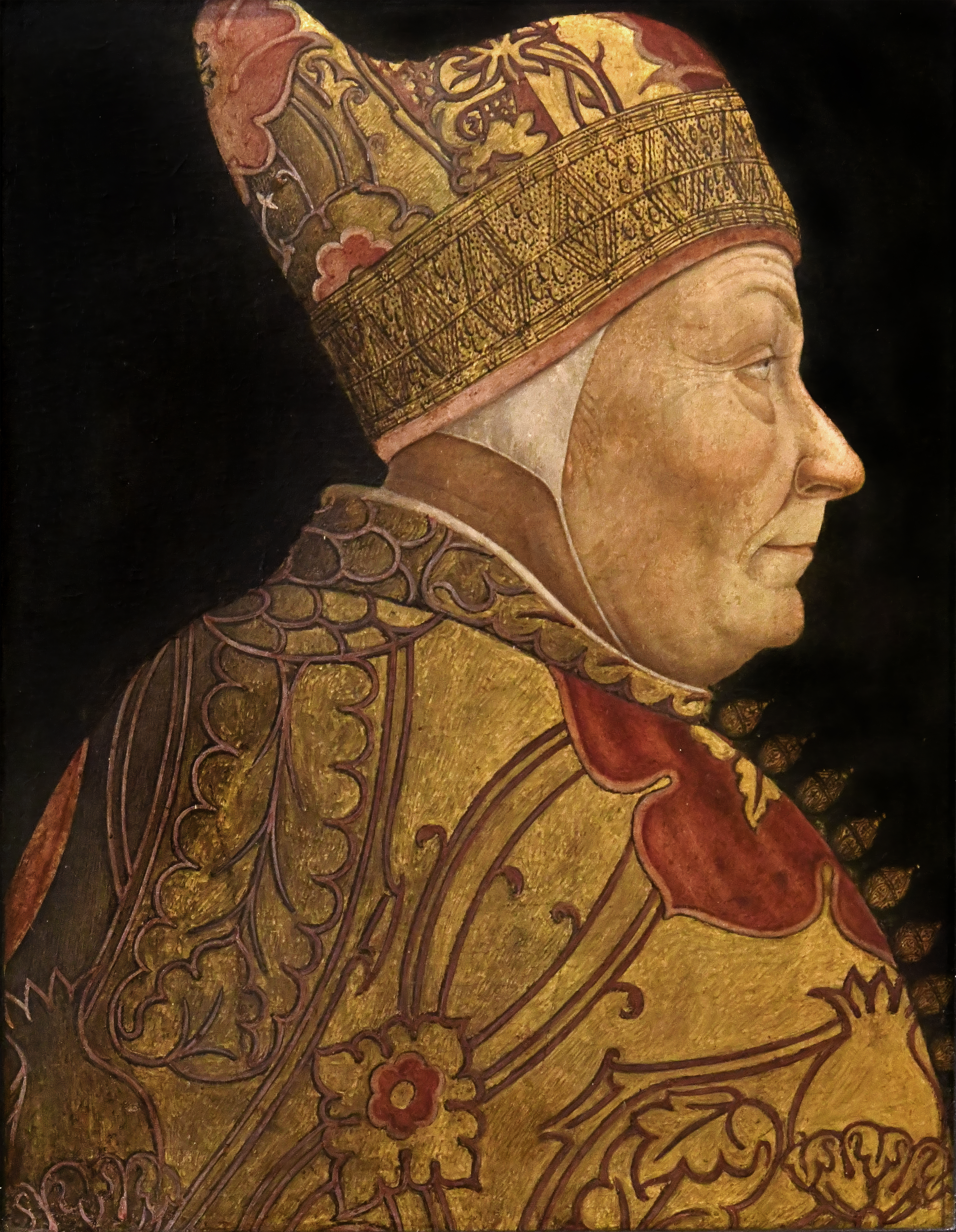
Francesco Foscari

### Ristrutturazione del 1424
Dopo le suddette opere di ristrutturazione e in seguito alle molte guerre combattute dalla Serenissima, le casse dello Stato versavano realmente in pessime condizioni e venne quindi deliberato di non ristrutturare più la facciata prospiciente la Piazzetta, pena una multa. Tra il 1404 e il 1422 tale promulgazione venne rispettata, e a parte piccoli lavori di rifacimento (ampliamento dell'ufficio degli Auditori vecchi e costruzione di una scala in pietra collegata alla Sala del Maggior Consiglio) nessun'altra opera fu compiuta. Tommaso Mocenigo propose però di ristrutturare la facciata vincolata, rischiando sì un'ammenda di 1 000 ducati, ma riuscendo a convincere il Maggior Consiglio argomentando che tale ristrutturazione risultasse necessaria per il decoro della città, essendo quell'ala molto antica. Dopo che il doge ebbe pagato l'ammenda, il 27 settembre 1422 venne deciso nel Maggior Consiglio di ristrutturare l'ala più antica.
Alcune fonti ipotizzarono che tale opera di ristrutturazione fosse stata resa necessaria per via di un incendio scoppiato il 7 marzo 1419 e che l'intero palazzo ne fosse stato coinvolto secondo un progetto approvato dal doge stesso, ma ciò è falso poiché l'incendio aveva solo arrecato danni alla Basilica senza danneggiare il palazzo e l'ala già esistente era stata presa come modello di quella da costruirsi. Per una serie di motivi, tra i quali una peste scoppiata nel 1423, i lavori non poterono avviarsi prima del 1424. La prima riunione del Maggior Consiglio nella nuova sua sede avvenne il 23 aprile 1423, secondo deliberazione del neoeletto doge Francesco Foscari. La vecchia sede venne lasciata al Senato (che prima si riuniva nell'ala verso la Piazzetta) e prese così il nome di Sala dei Pregadi, in quanto i senatori erano pregati dal doge di accettare la loro funzione. L'abbattimento dell'ala verso la Piazzetta avvenne il 27 marzo 1424.

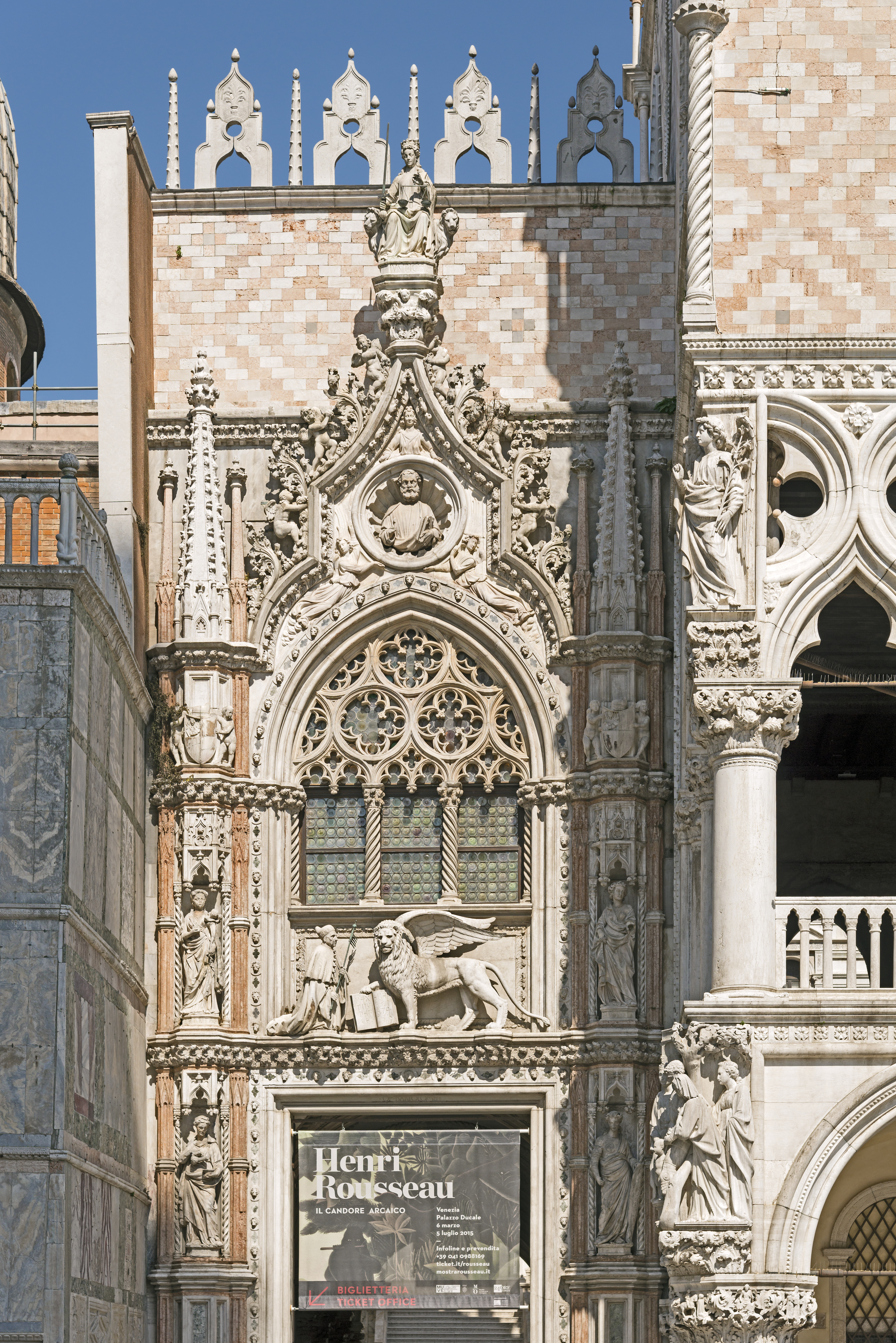
Porta della Carta

Gli autori della ristrutturazione furono alcuni membri della famiglia Bon: Bartolomeo, Pantaleone e Giovanni. Dopo che si ebbe lavorato per la ricostruzione dell'ala abbattuta fino al novembre del 1438, si decise di erigere entro diciotto mesi la porta che avrebbe rappresentato l'ingresso principale del palazzo mediante un accordo, stretto il 10 novembre, tra architetti e provveditori. I tempi stabiliti per la realizzazione dell'opera non furono però rispettati, e il cantiere, avviato il 9 gennaio 1439, si concluse in quaranta mesi dopo varie sollecitazione da parte dei funzionari responsabili e dopo che era stato stipulato un secondo accordo nel quale gli scultori si impegnavano di portare a termine l'opera entro il 1442 pena una multa di dieci ducati, anche questo non completamente rispettato. Si deduce dalla presenza del solo nome di Bartolomeo sull'architrave che l'altorilievo sovrastante la porta sia opera di lui solo, ma ciò non significa che gli altri membri della famiglia non parteciparono al cantiere, contrariamente da quanto sostenuto dal Cadorin. La porta, che nel corso delle epoche cambiò più volte nome, era detta della Carta: l'origine di questo può essere dovuta a diverse leggende: la prima afferma che nei pressi della stessa vi fossero grandi riserve di carta per i limitrofi uffici, la seconda che vi passassero attraverso molti documenti, la terza che vi si affollassero attorno gli scrivani pubblici.
Il nuovo edificio presentava al piano terra un porticato, al primo logge scoperte e al livello della Sala del Maggior Consiglio un grande salone detto al tempo della Libreria, poi mutato in Sala dello Scrutinio. Il prospetto di questo nuovo corpo edilizio venne completato con decorazioni molto simili a quelle della facciata sul molo: presenta infatti un coronamento a pinnacoli e ampi finestroni.

### Cantieri dopo il 1441
Nonostante il Cadorin affermasse che nel 1441 tutti i lavori di ristrutturazione si potessero dire conclusi in quanto nel palazzo veniva accolto Francesco Bussone (ma egli si ingannò in quanto il conte venne fatto accedere dalla parte del palazzo prospiciente il mare), il cantiere non si poteva dire chiuso nel 1452, in quanto venne ospitato a palazzo Federico III d'Asburgo e per questa occasione vennero asportate da Piazza San Marco le pietre che servivano per il cantiere di Palazzo Ducale. Il 30 maggio fu fatta una festa in onore dell'imperatore, ma il primato dei ricevimenti in quella sala spetta a quello per le nozze di Jacopo Foscari, figlio del doge.

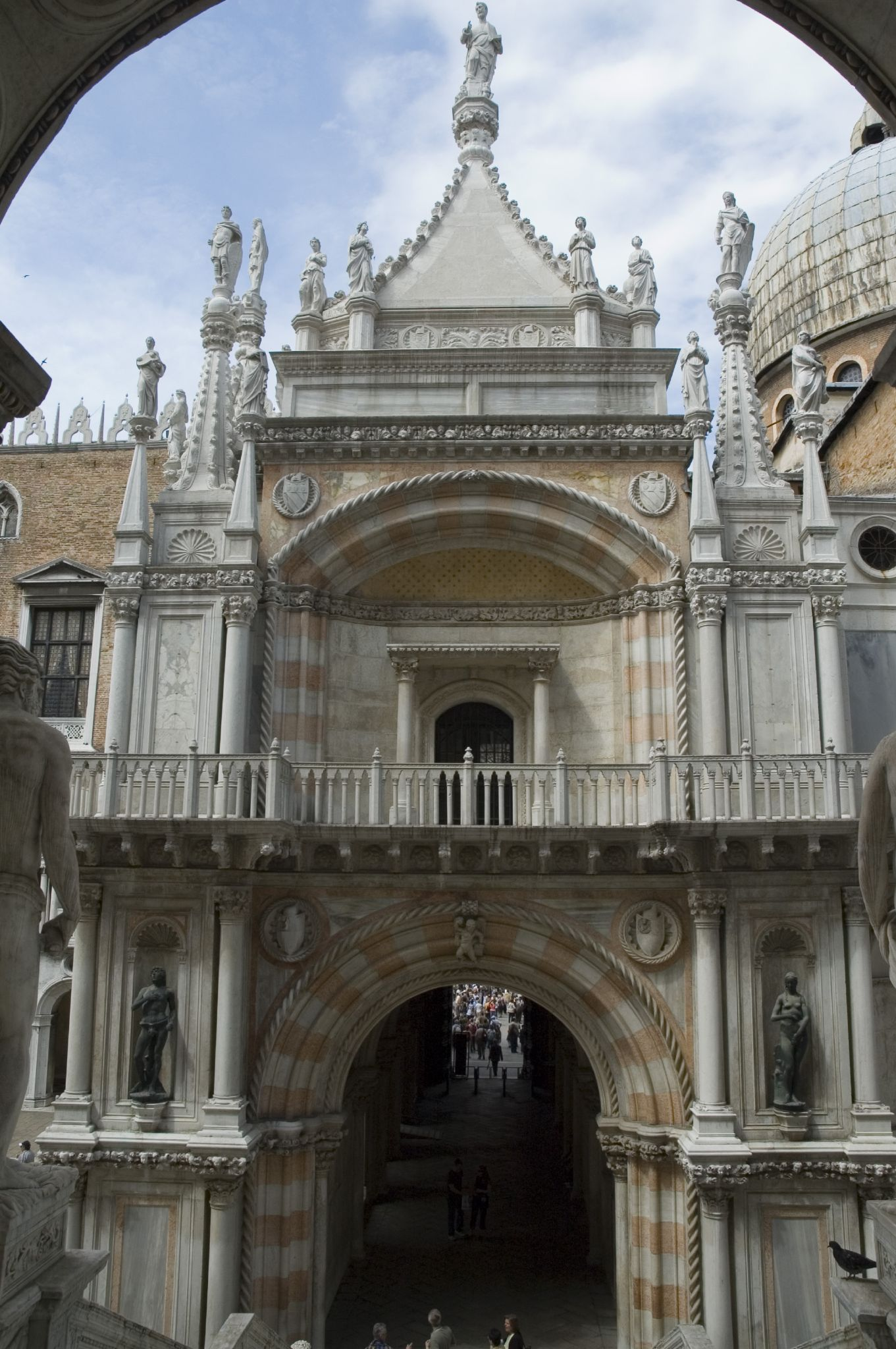
Arco Foscari

Secondo Sanudo Pasquale Malipiero diede ordine di costruire l'arco di fronte alla Scala dei Giganti, dove avrebbe fatto porre il proprio stemma, ma tale notizia è errata poiché lo stemma è del doge Foscari e quell'arco fu eretto in un altro anno. I lavori che vennero realizzati durante il dogato del Malipiro furono altri: venne completato il fronte esterno verso la Piazzetta (ciò è testimoniato dall'impiccagione di Girolamo Valaresso mediante l'uso delle colonne rosse) e fu dato ordine di realizzare opere pittoriche quali quella narrante la sconfitta di Pipino sul Canal Orfano e quella raffigurante un mappamondo. Autori di queste opere avrebbero potuto essere Antonio o Luigi Vivarini.
Sotto il dogato di Cristoforo Moro, in data 6 settembre 1463, venne promulgato un documento relativo alla costruzione dell'arco prospiciente la Scala dei Giganti, o Arco Foscari. Ancora una volta, fu stretto con Pantaleone e Bartolomeo Bon un accordo per la realizzazione di tale opera, per il cui ritardo la multa sarebbe stata di duecento ducati, ma non rimane traccia di sollecitazioni da parte degli amministratori statali e si può dire che tale opera fu conclusa sotto il dogato del Moro, essendo lo stemma di questi quattro volte rappresentato sull'opera. La sala che poi sarebbe stata detta dello Scrutinio venne destinata dal 1468 per decreto del Senato ad accogliere i volumi donati allo Stato dal cardinal Bessarione. Nel 1471, salito al trono Nicolò Tron, venne imbandita in quella sala una festa per celebrare l'ingresso nel palazzo di Dea Morosini, moglie del doge. Nel 1473 fu decretato di sostituire alcune delle opere presenti nella Sala del Maggior Consiglio, poiché si erano rovinate in seguito alle infiltrazioni. Giovanni e Gentile Bellini furono chiamati per rifare l'opera raffigurante la battaglia contro Federico Barbarossa. In quelle opere di rifacimento, protrattesi sino al 1495, furono impegnati pure Luigi Vivarini, Cristoforo da Parma, Lattanzio da Rimini, Vincenzo da Treviso, Marco Marziale, Francesco Bissolo; in un secondo momento verranno chiamati per operare nella sala pure Giorgione, Tiziano, Tintoretto e Paolo Veronese.

## I tre incendi

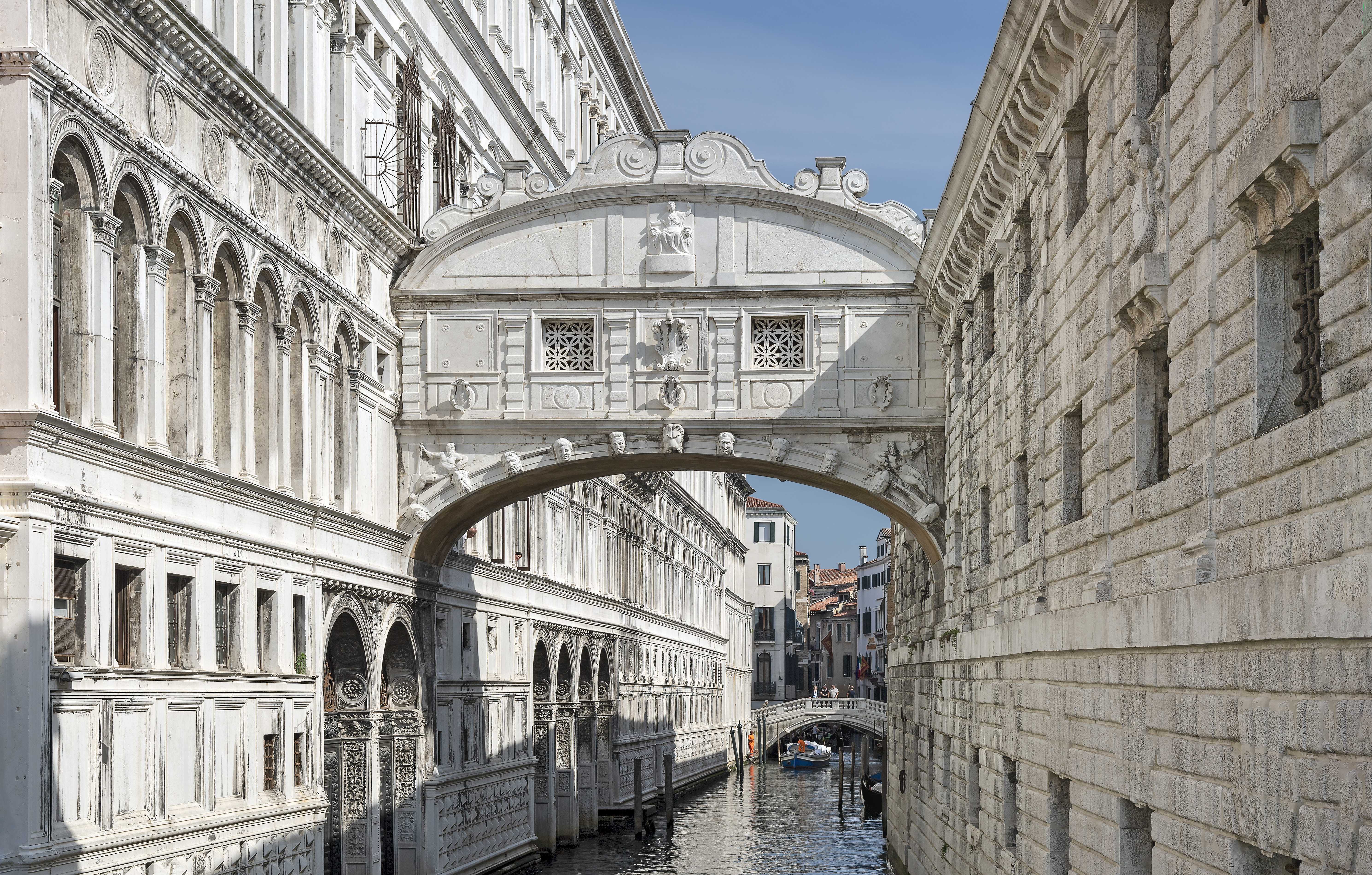
La facciata sul Rio di Palazzo

### L'incendio del 1483
La notte del 14 settembre 1483 (ma secondo altre fonti nell'anno 1479) scoppiò negli ambienti prospicienti il Rio di Palazzo, e più precisamente nella cappella palatina, un disastroso incendio che distrusse i locali adiacenti e varie opere d'arte. Domenico Malipiero, cronachista, testimonia che il suddetto incendio scoppiò quando una candela diede fuoco a una tavola dipinta sita nei pressi dell'altare su cui era posta, che a sua volta prese fuoco. Dopo che alcune persone abitanti dall'altra parte del canale avvertirono il doge Giovanni Mocenigo, pure questi trovò rifugio sull'altra sponda. La sede dogale fu trasferita in una privata abitazione appartenente alla famiglia Duodo, messa in comunicazione col palazzo del doge.
Dopo il grande incendio si resero necessari degli interventi di ricostruzione, per i quali si pensò inizialmente di stanziare solo 6 000 ducati, e solo in un secondo momento 500 ducati al mese. Nicolò Trevisan, dalla cui casa era stato scorto l'incendio, propose l'acquisto di molte case affacciate sul Rio di Palazzo per edificare in quei lotti un palazzo con giardino che poi sarebbe stato collegato alla Sala del Collegio con un ponte in pietra, ma questa proposta fu rifiutata e i lavori vennero affidati all'architetto Antonio Rizzo, stipendiato 100 ducati all'anno (anche se in un secondo momento il suo salario passò a 125 ducati). Appena il Rizzo si prese incarico del lavoro, vennero demolite le sezioni di palazzo che sarebbero state poi ricostruite e si incaricavano alcuni addetti di procurare le pietre necessarie alla fabbrica, consegnate l'8 dicembre 1484. I collaboratori di Rizzo per questo cantiere furono, secondo Giuseppe Cadorin, Michele Bertucci, Giovanni da Spalatro, Michele Naranza, Alvise Bianco, Alvise Pantaleone, mastro Domenico, Stefano Tagliapietra e i Lombardo.

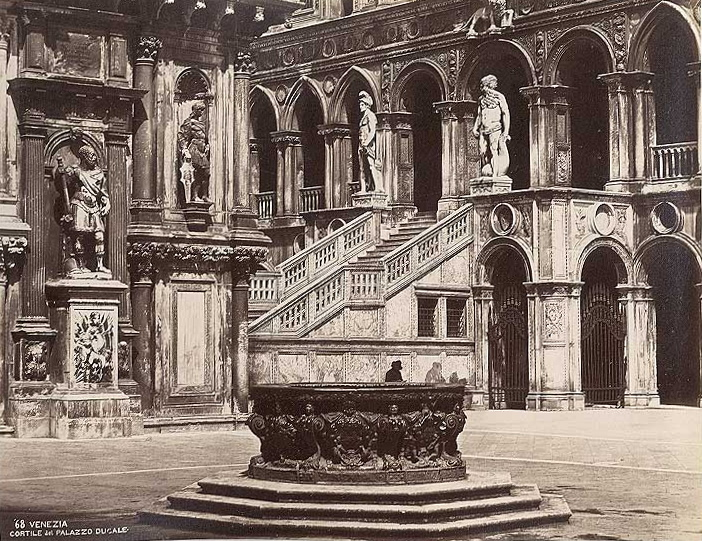
La Scala dei Giganti in una foto di Carlo Naya

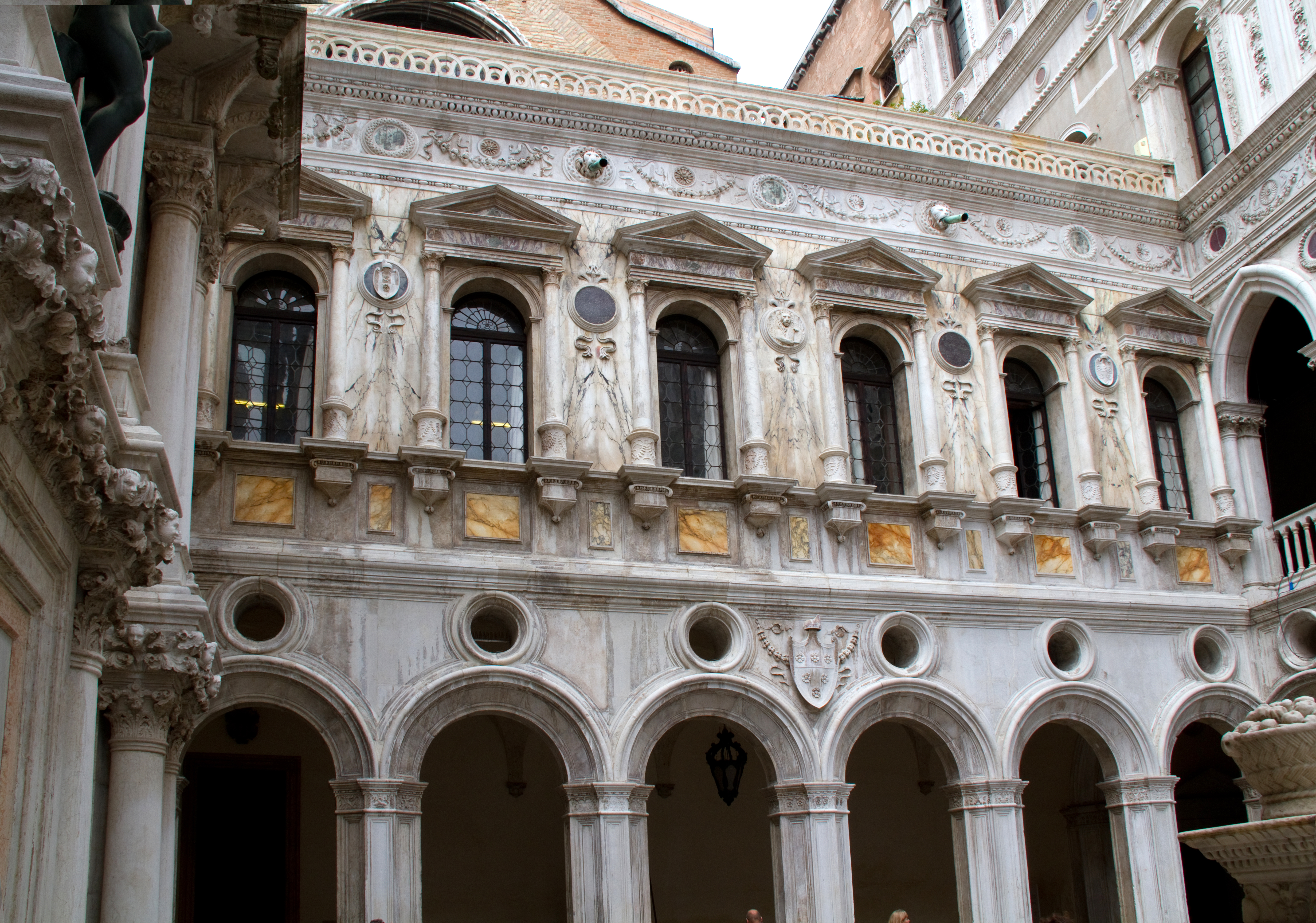
Il Cortile dei Senatori

Dopo aver demolito la parte dell'ala orientale compresa tra la basilica e l'attuale Scala d'Oro, il Rizzo fece innalzare i primi pilastri del porticato, la cui datazione è possibile in quanto nel capitello del primo e del terzo appaiono in uno un ritratto del doge Mocenigo, nell'altro lo stemma di Marco Barbarigo. Sotto Agostino Barbarigo venne costruita ex novo la Scala dei Giganti, mentre di alcuni ambienti, tra i quali la Sala del Senato, venne conservato quanto più si poteva delle vecchie strutture. La nuova conformazione strutturale diede al Rizzo l'opportunità di edificare i vari piani costruendo i loro pavimenti alla medesima altezza di quelli dei piani nobili delle ali meridionale e occidentale. Alcuni autori, tra i quali il Sansovino, identificarono la facciata prospiciente il cortile interno, che mostra nei loggiati il nascere del gusto rinascimentale, come opera di Antonio Bregno, ma si tratta di un errore. Il Rizzo continuò a lavorare esclusivamente nella fabbrica stipendiato 125 ducati fino all'ottobre 1491, quando richiese che gli fosse ulteriormente aumentato il salario. Il Senato ordinò che i Provveditori del Sale si accordassero coll'artista, e fu raggiunto un accordo secondo il quale quest'ultimo sarebbe stato pagato annualmente 200 ducati. Il 19 marzo 1492 il doge poté tornare nelle sue stanze, e da ciò si deduce che essere a quel tempo erano state ultimate.
Dopo una breve interruzione dovuta ad alcune grandi spese della Serenissima, l'11 settembre 1493 il Consiglio dei Dieci comandò che l'opera fosse ripresa. Il Rizzo rimase impegnato nella fabbrica fino al 1498, quando Francesco Foscari e Girolamo Cappello, provveditori responsabili del lavoro, scoprirono che dei novantasettemila ducati sino ad allora spesi diecimila erano stati indebitamente alienati dal progettista, il quale fuggì verso Ancona. Anche un altro lapicida, Simone Fasan, fu accusato di aver sottratto denaro pubblico.
(Sanudo, Diarii, I, p. 27, 5 aprile 1498)

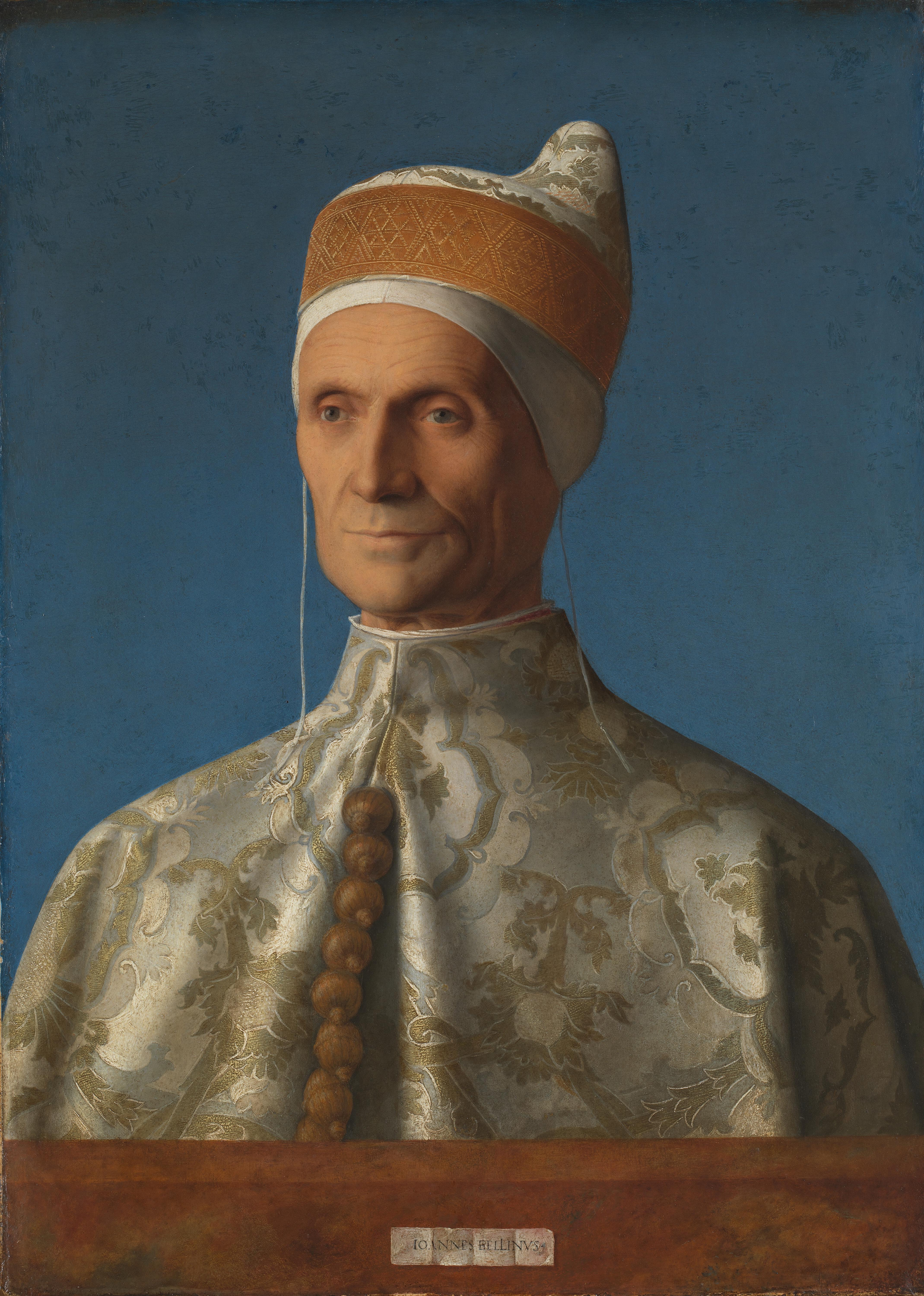
Ritratto di Leonardo Loredan per opera di Giovanni Bellini

I lavori vennero affidati ad interim a Pietro Lombardo, confermato in pianta stabile il 14 marzo 1499 e retribuito con 220 ducati annui a partire dal 16 del mese fino al 1510. Egli assunse sì il controllo del cantiere, ma questo era già piuttosto progredito, in quanto troviamo nelle decorazioni del secondo piano lo stemma di Agostino Barbarigo, morto dopo solo tre anni e cinque mesi che il Lombardo aveva acquisito la direzione. Nel 1503 venne procurato il piombo per la copertura del tetto. Venne poi realizzata la facciata sul Cortile dei Senatori, iniziata contemporaneamente a quella principale e conclusa sotto Leonardo Loredan, trovandosi scudi di questo e del Mocenigo nella decorazione di quella facciata e essendo presente un capitello di congiunzione tra i due fronti. Commise quindi un errore il Cicognara a dire che la facciata sulla corte fosse per intero opera compiuta sotto il Loredan da Guglielmo Bergamasco, in quanto si trovano stemmi del precedente doge e lo stile è il medesimo di quello della principale, opera del Rizzo. Alcuni dettagli sono inoltre attribuibili allo stile della famiglia Lombardo, e non è possibile escludere la partecipazione di Giorgio Spavento.
Tra la conclusione del lavoro sulle facciate e la morte del doge Loredan (21 giugno 1521) vennero compiute poche altre opere a causa della difficile situazione economica del governo, che si trovò a combattere contro la Lega di Cambrai tra il 1509 e il 1517. In primo luogo, vennero realizzati dei camini nell'appartamento ducale; attorno al 1505 vennero dorate le cornici di alcune tele; a partire dal 1507 lo Spavento lavorò nella Sala dell'Udienza e nella cancelleria; nel 1509 fu ristrutturata da Bartolomeo Bon la torre d'avvistamento (omonimo di quel Bartolomeo Bon che operò nella fabbrica della Porta della Carta); tra il 1509 e il 1510 Pietro Lombardo operò nella Sala del Consiglio dei Dieci e in quella dell'Avogaria del Comune; nel 1515 fu posto un leone su una scala poi demolita e furono sollecitati i pittori responsabili della decorazione della Sala del Maggior Consiglio e fu stretto un nuovo accordo con Tiziano.
Contemporaneamente all'erezione delle facciate sul cortile, si stava lavorando anche alla sistemazione di quella sul canale, e ciò lo testimonia la presenza degli stemmi di Giovanni Mocenigo, Marco Barbarigo e Agostino Barbarigo su di essa. Alla morte del Loredan era compiuta la parte fino al primo ingresso del vestibolo del pianterreno, corrispondente al punto ove varia l'altezza degli ambienti del piano terzo. Dopo il breve dogato di Antonio Grimani, si proseguì nel perfezionamento della fabbrica, ma a ritmo più lento poiché erano aperti anche altri importanti cantieri (Ponte di Rialto, Arsenale di Venezia, Zecca, Libreria Marciana). Antonio Grimani fu il primo doge a far uso della Scala dei Giganti, ormai ultimata, per recarsi nella Basilica con la sua signora il dì 14 luglio 1521. Sotto Andrea Gritti, dato che nella ricostruzione del palazzo gli ambienti interni non avevano subito ristrutturazioni strutturali, minacciò di crollare un muro della Sala dei Pregadi: vi subito si recò il doge con Antonio Abbondi, proto di palazzo, e altri periti, i quali decretarono la necessità di intervenire. Il danno era dovuto a infiltrazioni. Si pensò di trasferire il Senato nella Sala dello Scrutinio, usata come Libreria, ma questa proposta non si rivelò adatta. Il lavoro rimase però fermo per due anni, anche se si spostarono i banchi che occupavano il locale.
Frattanto, venendo completata da Tiziano nel 1523 la decorazione della cappella di San Nicolò ed entrando questa in funzione, veniva stabilito di abbattere la cappellina palatina sita nell'area meridionale, da ristrutturarsi: il 15 febbraio 1524 gli uffici degli Avogadori di Comun vennero trasferiti poiché erano situati lì vicino. Nel 1525 il Consiglio dei Dieci decretava di iniziare i lavori nella Sala dei Pregadi, fermi dal 1523, e di costruire un corridoio col quale i Senatori e il doge potessero accedere alla Sala del Maggior Consiglio: il cantiere fu aperto in ottobre e il Senato trovò nuova collocazione in quella che oggi è nota come Sala dell'Anticollegio, ma un tempo era detta Sala d'Oro.
Nel frattempo, procedeva il cantiere relativo alla ricostruzione delle facciate dell'ala orientale, venivano sgomberati tutti gli uffici lì collocati, venivano riparate le prigioni dalle quali per due volte i detenuti erano riusciti a fuggire e venivano utilizzate per muoversi nel palazzo due scale, l'una portante nella sala dell'Udienza e l'altra in quella del Maggior Consiglio. Il 26 aprile 1531 si deliberava dopo alcuni contrasti da parte del Consiglio dei Dieci di spartire la Sala della Libreria in due ambienti, l'uno destinato a cancelleria ducale e l'altro a sala per gli scrutini del Maggior Consiglio. La storica collezione di libri ivi collocata era quindi traslata nella Libreria Marciana e le due porte che mettevano in comunicazione la Sala dello Scrutinio e quella del Maggior Consiglio furono ampliate.
Venne quindi costruito da Raffaele Penzono nella parete compresa tra la Sala dell'Anticollegio e quella del Senato un grande orologio: oggi ve ne è un altro, costruito dopo il 1574, che però si trova tra Senato e Collegio, sempre sulla stessa parete. Dato che i lavori nell'ala orientale non si erano conclusi, fu necessario che il Consiglio dei Dieci nuovamente deliberasse e stanziasse per quell'opera 400 ducati mensili, ma anche ciò non ebbe effetto anche a causa del fatto che fosse già attivo il cantiere della Sala dello Scrutinio (sala usata solo nel 1532 e completata in seguito): sarà il Senato a tornare sul tema un anno dopo. Il 28 maggio 1532 venne deliberato il disfacimento dell'antica torricella, poi non più ricostruita, a quel tempo ancora usata ma già interessata da un incendio pochi mesi prima.

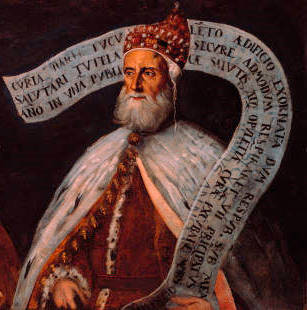
Ritratto di Francesco Donà per opera di Domenico Robusti

Considerato che l'operare fuori sede arrecava disagi vari alle varie cariche, il 27 marzo 1533 riprese la discussione in Senato relativa alla precedente proposta del Consiglio dei Dieci di portare a termine l'opera di riedifica, che nel 1538 non aveva visto però progressi. Durante il dogato di Pietro Lando ci si limitò a proseguire la decorazione delle sale di rappresentanza: operarono durante questo periodo Tiziano, Paolo Veronese e il Tintoretto.
Solo sotto Francesco Donà, complici la pace e la prosperità che si ebbero nel suo dogato, il cantiere ricevette una decisiva svolta, sotto la direzione di Antonio Abbondi. Il cantiere dell'ala orientale si concluse definitivamente solo nel settembre 1550. Poco dopo la fine dei lavori, ma prima della conclusione del ducato di Donà, vennero realizzati i due balconi della Sala del Maggior Consiglio che, affacciati sulla corte interna, ne permettono l'aerazione: tale opera fu completata solo nel 1554.
In seguito, fino al 1574, vennero realizzate nel palazzo a cura del Pordenone, del Tintoretto, di Paolo Veronese, di Alessandro Vittoria, di Jacopo Sansovino e di Battista Franco varie opere di mera decorazione nella nuova ala, nella Scala d'Oro, nella Sala dello Scrutinio e nella Sala del Maggior Consiglio, ma molte di queste saranno distrutte nei due successivi incendi. L'ultimo atto della ricostruzione si ebbe nel 1566: fu la posa in cima alla Scala dei Giganti di due celebri statue realizzate da Jacopo Sansovino, raffiguranti Marte e Nettuno.

### L'incendio del 1574

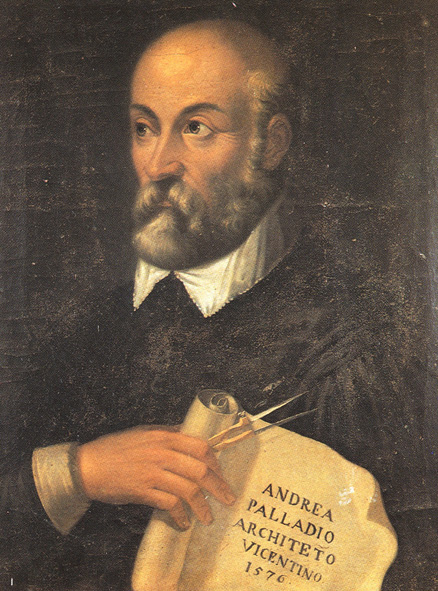
Andrea Palladio

L'11 maggio 1574, a causa della noncuranza con cui veniva sorvegliato il fuoco durante la festa per l'anniversario della salita al potere di Alvise Mocenigo, negli appartamenti ducali scoppiò un grande incendio: il doge e i senatori si salvarono, ma il fuoco divampò nelle sale dei Pregadi e del Collegio, dell'Anticollegio e delle Quattro Porte, distruggendo, tra le altre cose, dipinti di Tiziano e altre decorazioni delle sale. Fortunatamente degli impiegati del palazzo, degli avvocati e dei semplici cittadini rimossero dagli ambienti vicini al fuoco delle carte molto importanti di processi, evitando che l'incendio intaccasse la sala dei Capi del Consiglio dei Dieci e quella del Maggior Consiglio; a causa di un forte vento, però, il fuoco si diffuse su alcune cupole della basilica di san Marco e del Battistero, che Francesco Molino e il Sansovino sostengono non siano state danneggiate in alcun modo dall'incendio. Alcune fonti ritengono che le fiamme abbiano raggiunto addirittura gli intavolati vicini alle campane del campanile di san Marco, ma questa tesi è smentita da altri, tra cui Zanotto, che sostiene l'impossibilità per il fuoco di raggiungere tale altezza.
Per estinguere l'incendio accorsero alcuni soldati della marina, che il giorno seguente rifiutarono la ricompensa di cinquecento ducati offerta loro dal Senato, e tutti i magistrati di Venezia, che oltre a spegnere il fuoco si adoperarono per mantenere l'ordine nella città, agitata dalla notizia dell'incendio. Il doge si trasferì a vivere da suo fratello Giovanni, a Palazzo Mocenigo.
Spente le fiamme, i senatori elessero tre uomini per curare la ricostruzione delle sale danneggiate: Andrea Badoer, Vincenzo Morosini e Pietro Foscari, i quali incaricarono Antonio da Ponte come direttore dei lavori. Con da Ponte lavorarono anche Cristoforo Sorte, che si occupò della sala dei Pregadi, Andrea Palladio, che decorò la sala delle Quattro Porte e Vincenzo Scamozzi, che curò la sala dell'Anticollegio.
I lavori videro lo sfoggio di un gran lusso che dimostrava la ricchezza della Repubblica di Venezia, attraverso l'utilizzo di marmi pregiati, di capitelli, di quadri e di sculture senza badare a spese. La ricostruzione delle sale si protrasse anche dopo l'incendio avvenuto tre anni dopo, infatti a cavallo tra gli anni '70 e '80 del Cinquecento alcuni documenti attestano che si stesse lavorando ancora alla sala dei Pregadi. Dall'osservazione dei dipinti delle nuove stanze, inoltre, si nota che vi sono raffigurati dogi che governarono dal 1577 al 1605, il che dimostra che i lavori si conclusero solo nel XVII secolo; questi ritardi, probabilmente, furono dovuti all'epidemia di peste che falciò circa 51 000 abitanti a Venezia dal 1575 al 1577.

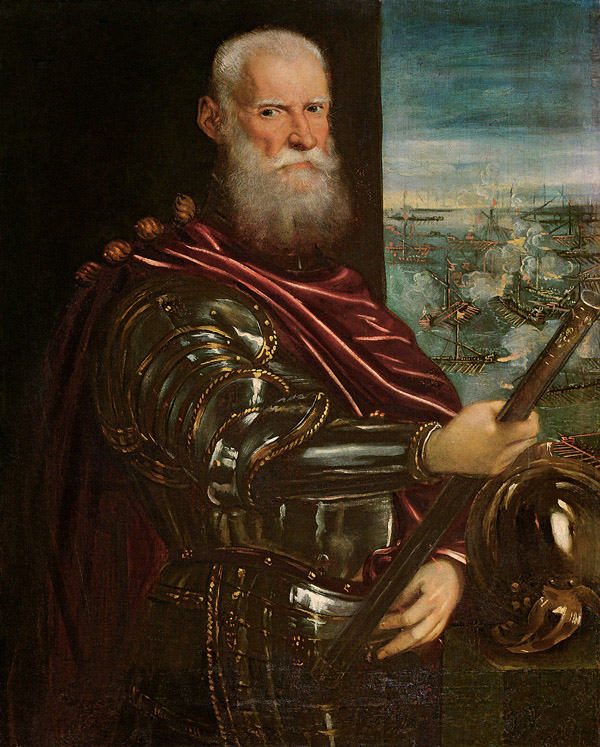
Sebastiano Venier

### L'incendio del 1577
Il 20 dicembre 1577 (anche se molti scrittori affermano, erroneamente, che si trattasse del 13 gennaio 1578) scoppiò un nuovo incendio presso la sala dello Scrutinio, nelle vicinanze della porta della Carta, dovuto all'accensione di un vigoroso fuoco da parte dei guardiani del palazzo in un camino contenente vecchia fuliggine, la quale diede origine alle fiamme. Il tetto della sala, costituito da lastre di piombo, cominciò a gocciolare per il calore del fuoco, impedendo l'accesso a quello e ad altri ambienti vicini e la rimozione delle opere d'arte lì collocate. Il Sansovino, in questo punto, sostiene sbagliando che il tetto fosse di rame, mentre sia il Cerimoniale sia Molino affermano che la copertura in rame venne fatta solo dopo l'incendio del 1577. Nonostante l'accorrere di maestranze per arginare l'incendio, i soffitti delle sale dello Scrutinio e del Maggior Consiglio crollarono, distruggendo preziose opere d'arte di Carpaccio, Bellini, Tiziano, Tintoretto e altri.
L'incendio fu isolato con grande fatica dalle maestranze dell'Arsenale, che, calandosi con corde, riuscirono a schiacciarlo incontro a una parete portante: l'operazione si concluse verso l'ora terza o sesta Si temette che l'incendio fosse stato appiccato da nemici della Repubblica, così molti senatori vegliarono armati in piazza san Marco tutta la notte.
Per sicurezza le armi contenute nella sala dei Dieci furono trasportate nella basilica di san Marco, mentre i documenti dell'archivio vennero collocati nell'abitazione del gran Cancelliere, nella sagrestia della basilica, nelle stanze ducali e nella loggia sotto al Campanile; tuttavia molti oggetti preziosi e carte importanti vennero perduti.

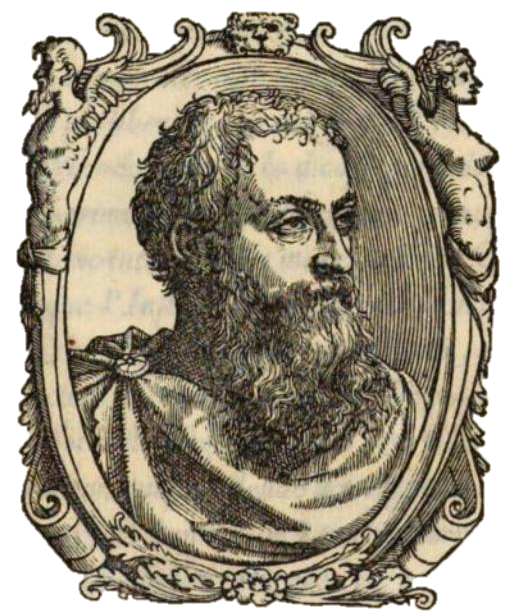
Francesco Sansovino

Il doge Sebastiano Venier rimase nei suoi appartamenti, dimostrando grande coraggio, mentre il senatore Luigi Michiel protesse la Libreria e la Zecca dalle fiamme bagnandone i tetti. Il giorno seguente le maestranze dell'Arsenale rifiutarono il compenso a loro assegnato dal Senato per aver salvato il palazzo, così come avevano fatto nel 1574.
Poiché la sala del Maggior Consiglio era inagibile, il Senato prese a radunarsi nel circuito della basilica di san Marco, dopo aver preso in considerazione altri luoghi; gli architetti, tra cui da Ponte e Palladio, decretarono che erano necessari tre mesi per accomodarlo a sede del Maggior Consiglio: durante quel periodo il Senato si radunò all'interno della basilica.
Ma, a causa degli impedimenti costituiti dalle celebrazioni per la Quaresima, il Consiglio si spostò nelle due sale dei Remi, all'Arsenale; vennero costruite nuove entrate che permettessero ai nobili di accedervi senza passare per il cantiere. Il 18 gennaio 1578 vennero eletti Luigi Zorzi, Jacopo Foscarini e Pietro Foscari come procuratori alla ricostruzione delle sale danneggiate del palazzo Ducale.
Per la ricostruzione del palazzo si interpellarono quindici architetti: Giovanni Antonio Rusconi, abile nell'idraulica; Guglielmo de Grandi, esperto della laguna veneta; Paolo da Ponte; Andrea da Valle; Andrea Palladio, che già si occupava della sala delle Quattro Porte; Angelo Marcò; Francesco Sansovino; Francesco Malacreda, importante architetto militare; Jacopo Bozzetto, esperto di architettura; Jacopo Guberni, addetto al magistrato delle Acque; Simone Sorella; Antonio Paliari, abile nell'arte muraria; Francesco Zamberlan, famoso architetto, meccanico e inventore; Cristoforo Sorte, ingegnere, architetto, coreografo e scrittore; Antonio da Ponte, proto del palazzo.
Agli architetti venne chiesto in quale stato fossero i muri del palazzo, se potessero questi sostenere un nuovo tetto o se invece le crepe ne minassero la stabilità e in tal caso quali rimedi si sarebbero potuti prendere; se le travi e i capitelli rimasti potessero essere tenuti, se i muri avessero bisogno di essere rafforzati, se si potesse ritenere il palazzo stabile e quanto tempo ci volesse per riparare le aree danneggiate; quali accortezze fosse necessario osservare se si fosse voluto togliere le prigioni dal piano terra del palazzo.
Le risposte degli architetti a questi quesiti furono contrastanti; a lungo si ritenne, erroneamente, che il Palladio volesse radere al suolo l'intero palazzo e ricostruirlo secondo un suo disegno. Il Sansovino, come anche il Rusconi, il Paliari e il Sorella, erano fermamente convinti a non toccare la struttura originaria del palazzo, ritenuta molto solida. Favorevoli a piccole modifiche strutturali erano il Malacreda, il Guberni, il Bozzetto, il Marcò e il Zamberlan, che avrebbero desiderato aggiungere pilastri e volte. Da Ponte e dalla Valle, invece, erano fortemente contrari al palazzo, giudicandolo insicuro a causa della sua costruzione, che vedeva "il pieno sopra il vodo, il largo et grave sopra il debole et stretto". Anche il Sorte era scettico nei confronti della cantonata verso il ponte della Paglia, che riteneva insicura; il de Grandi immaginava una facciata ornata da vari ordini di colonne di diversi stili.

Al contrario di quello che si suol dire, Palladio e da Ponte non si contesero affatto il progetto per il palazzo, anzi, si accordarono sul tenere la struttura originaria, applicando solo piccole modifiche tra cui l'inserimento di pilastri per rafforzare le pareti danneggiate. La ristrutturazione sarebbe durata quattro anni, e avrebbe previsto la costruzione di quattordici volte per ciascuna delle due facciate, la sostituzione delle pietre rovinate e la posa di una nuova travatura, la riparazione dei muri danneggiati dal fuoco, la collocazione di catene per sostenere la parete verso il ponte della Paglia e il rimpiazzo dei capitelli crepati. Il progetto di da Ponte venne scelto in quanto il meno invasivo tra quelli proposti dagli altri architetti, e il 21 febbraio 1578 lo stesso da Ponte iniziò a lavorare assistito dagli altri.

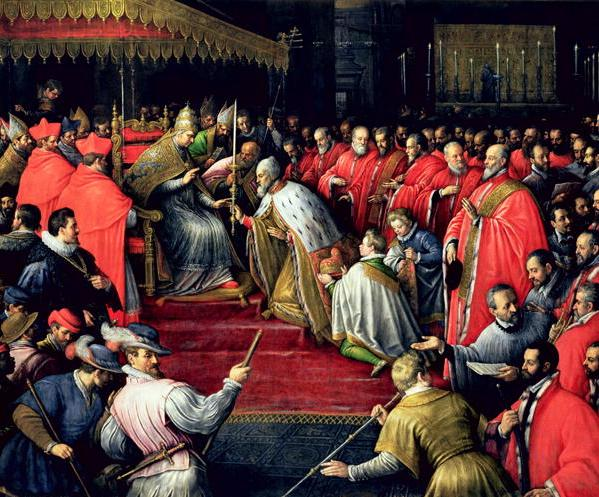
Uno dei dipinti del ciclo narrante il coinvolgimento di Venezia nelle lotte tra Papato e Impero

La prima attività dell'architetto fu quella di asportare dalle sale dello Scrutinio e del Maggior Consiglio i ruderi, che furono poi venduti al prezzo di quattrocento ducati. In seguito egli si interessò della difficile questione strutturale relativa all'angolo vicino al Ponte della Paglia, dove i muri erano sbilanciati verso il rio. Della serie di arcate antistante le prigioni vennero murate le prime due e la quinta, e le prigioni lì poste vennero trasformate in uffici. Poi l'architetto sostituì le travature danneggiate e riparò i capitelli della loggia, anziché sostituirli, cingendoli con cerchi di ferro; quindi coprì con un nuovo tetto formato da travi di larice la sala dello Scrutinio e quella del Maggior Consiglio, impiegando solo due mesi. I tetti vennero coperti con lamiere di rame, e non di piombo, poiché quest'ultimo si scioglieva, e quindi provocava maggiori danni, più facilmente. Dopo si passò al restauro degli interni, delle finestre (che privò delle trifore per fornire più luce all'interno), dei muri e del pavimento, così celermente che la sala del Maggior Consiglio fu pronta per essere usata già il 30 settembre 1578. In tale occasione la nuova sala ospitò una processione.

Il Paradiso di Jacopo Tintoretto, la tela più grande del mondo

Il progetto della decorazione dei soffitti delle sale del Consiglio e dello Scrutinio furono rispettivamente assegnati a Cristoforo Sorte e a Antonio da Ponte, che già si era incaricato di quello per la Sala del Senato. Il Sorte, insoddisfatto di come fosse stato eseguito il progetto da lui elaborato, protestò (documenti che attestano questa protesta risalgono all'11 agosto 1579): si può ipotizzare che la riduzione dell'originale progetto sia collegata alla volontà di Antonio da Ponte. I lavori di decorazione si protrassero a lungo, anche oltre l'anno 1582. Il progetto delle pitture che avrebbero dovuto decorare le pareti fu affidato a Jacopo Contarini, Jacopo Marcello e Girolamo Bardi. Opera fondamentale per la comprensione di questo lavoro è la Dichiaratione di tutte le istorie che si contengono nei quadri posti novamente nelle sale dello Scrutinio et del gran Consiglio del Palagio Ducale della Serenissima Republica di Vinegia, nella quale si ha piena intelligenza delle più segnalate vittorie, conseguite di varie nationi del mondo dai Vinitiani del Bardi medesimo. Le prime decisioni prese dai tre furono quelle di arricchire la sala con le raffigurazioni della venuta di Alessandro III a Venezia e della pace da lui stretta con Federico Barbarossa; fu sempre loro la proposta di raffigurare appena sotto il fregio i volti e gli stemmi dei dogi che fino ad allora avevano regnato.
Per quanto concerneva la decorazione dei soffitti, vennero sfruttati vari temi (vittorie militari, gesta dei cittadini, allegorie), per ognuno dei quali vennero individuati spazi specifici: rispettivamente nella Sala dello Scrutinio e in quella del Maggior Consiglio al primo tema furono dedicate la prima e seconda sezione, al secondo tema la seconda e l'ultima, al terzo tema l'ultima e la prima. Considerato che gran parte dei quadri era di tema storico, venne istituita una rigorosa successione cronologica non solo tra le tele delle singole stanze, ma andando a creare un sistema che coinvolgeva entrambi i locali; per rendere più chiara la lettura delle singole opere, esse furono dipinte usando tinte differenti: nel complesso i cicli decorativi dei due ambienti sembrano quindi concatenarsi. Gli artisti che furono designati per la realizzazione di questo apparato decorativo furono: Paolo e Benedetto Caliari, Jacopo e Domenico Robusti, Jacopo Palma il Giovane, Francesco Bassano, Antonio Aliense, Francesco Montemezzano, Giulio Del Moro, Andrea Vicentino, Marco Vecellio, Leonardo Corona, Girolamo Gambarato, Pietro Longo, Girolamo Padovano, Federico Zuccaro, Camillo Ballini, Tiburzio Bolognese, Paolo Fiammingo e Francesco Terzo: non tutti però operarono nel cantiere, causa morte o impossibilità.

## Ultimi cantieri nel palazzo

### Fine del XVI secolo e inizio del XVII
Il lavoro di ammodernamento delle facciate si concluse tra il 1571 e il 1579 quando, per celebrare una grandiosa vittoria veneziana sugli Ottomani, i balconi affacciati sulla piazza e sul molo vennero rispettivamente decorati alle loro sommità con statue allegoriche di Venezia e della Giustizia. Entro il 1597 fu ultimata la sostituzione del rame costituente il tetto con una copertura di piombo, causa infiltrazioni nelle Sale del Maggior Consiglio e dello Scrutinio. La conclusione del XVI secolo fu segnata dalla chiusura di alcuni piccoli cantieri avviati tempo prima negli ambienti colpiti dall'incendio del 1574.

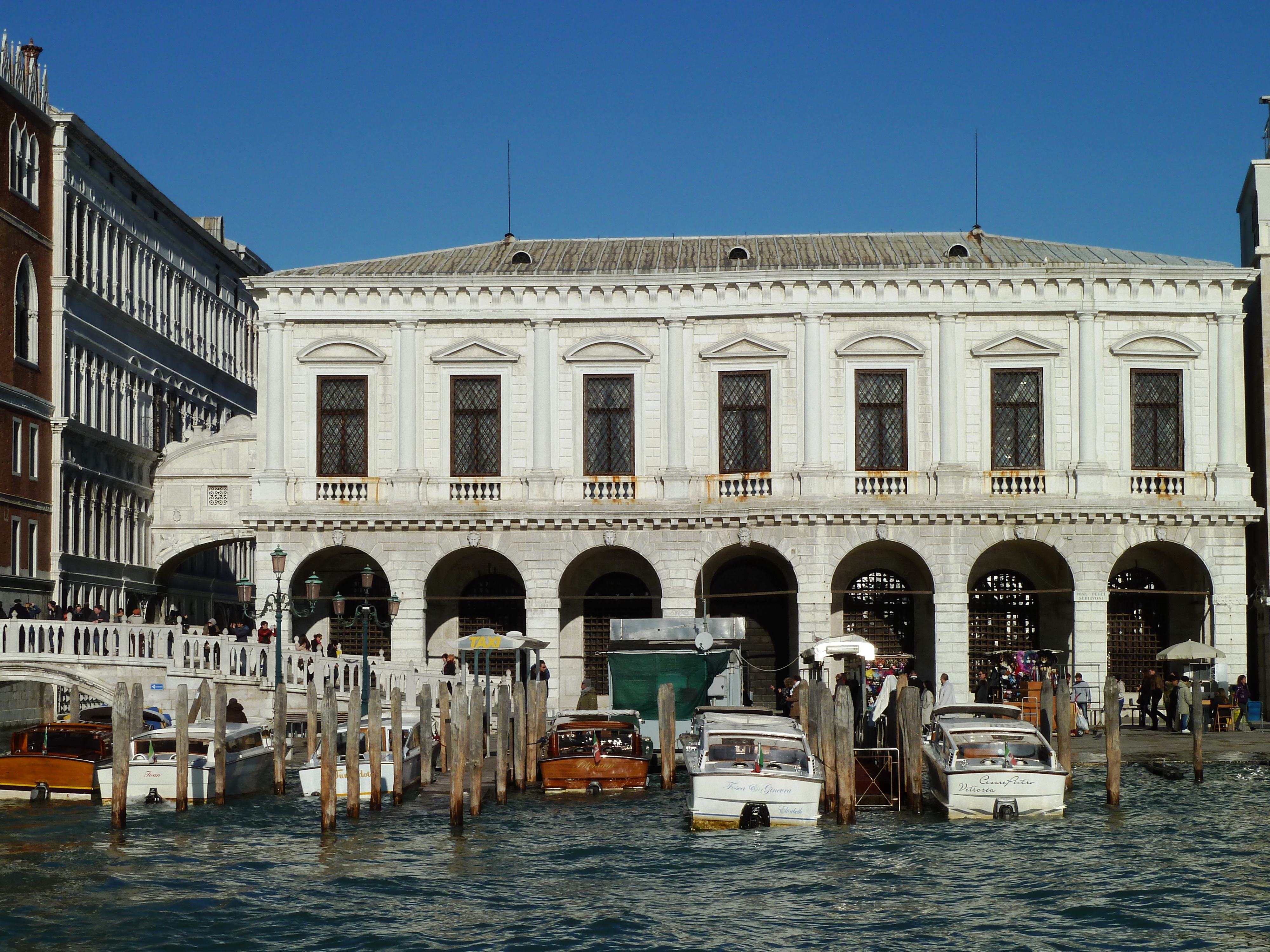
Le Prigioni Nuove lungo la riva degli Schiavoni

Gli anni a cavallo tra XVI e XVII secolo furono segnati dal nascere nel Senato della volontà di trasferire le carceri, allora site al pianterreno del palazzo, accennata per la prima volta nel domandare un parere a proposito ai molti periti che intervennero nel restauro. Elementi che di sicuro rallentarono l'avvio di detto cantiere furono il disaccordo tra architetti e il costo del fondo posto al di là del Rio di Palazzo. Il primo decreto, promulgato nel 1587, vide i suoi effetti nel 1589. Una pianta del pianterreno del palazzo venne realizzata nel 1580 da un non meglio precisato Gianmaria dei Piombi: riscoperta da Giovanni Lorenzi, coadiutore della Biblioteca Marciana intorno alla metà del XIX secolo, è fondamentale in primo luogo per la comprensione della storia dell'edificio, raffigurando la sua pianta e gli edifici posti al di là del Rio, destinati a essere acquisiti per l'edificazione delle Prigioni, e in secondo perché rende possibile una lettura critica delle molte opere che, scritte in differenti epoche storiche, ebbero come loro fine la descrizione dell'edificio. Grazie a tale piantina ad esempio è stato possibile notare gli errori commessi dall'abate Pietro Bettio nella sua opera Del Palazzo Ducale in Venezia. Lettera discorsiva, in cui egli descrive la struttura della Scala Foscara (una scala poi demolita, che collegava il primo piano del palazzo e la corte facendo coppia con la cosiddetta Scala di Pietra sulla quale fu eseguita la condanna a morte di Marin Falier) basandosi sulle informazioni presenti nell'opera Degli abiti antichi e moderni di Cesare Vecellio: Bettio però sbagliò a interpretare lo scritto di Vecellio e modificò la pianta e la posizione della scala, considerandola inoltre contemporanea alla loggia limitrofa che in realtà fu costruita solo in seguito. Sempre da questa pianta si evince che prima della ristrutturazione dell'inizio del XVII secolo fossero presenti quattro ambienti adiacenti alla piazzetta, usati come scuderie dogali.
Il cantiere delle Prigioni Nuove fu condotto dapprima da Antonio da Ponte, alla morte del quale, avvenuta nel 1597, subentrò alla direzione Antonio Contin, che completò l'opera nel 1602: dopo il trasferimento dei detenuti nella loro nuova sede venne riadattata la pianta del pianterreno del palazzo, in gran parte secondo il progetto di Andrea Palladio. Le Prigioni Nuove, sede dei Signori della Notte, magistrati incaricati di prevenire e reprimere reati, venne collegato al Palazzo tramite il Ponte dei Sospiri, percorso dai condannati tradotti dal Palazzo, sede dei tribunali, alle prigioni.

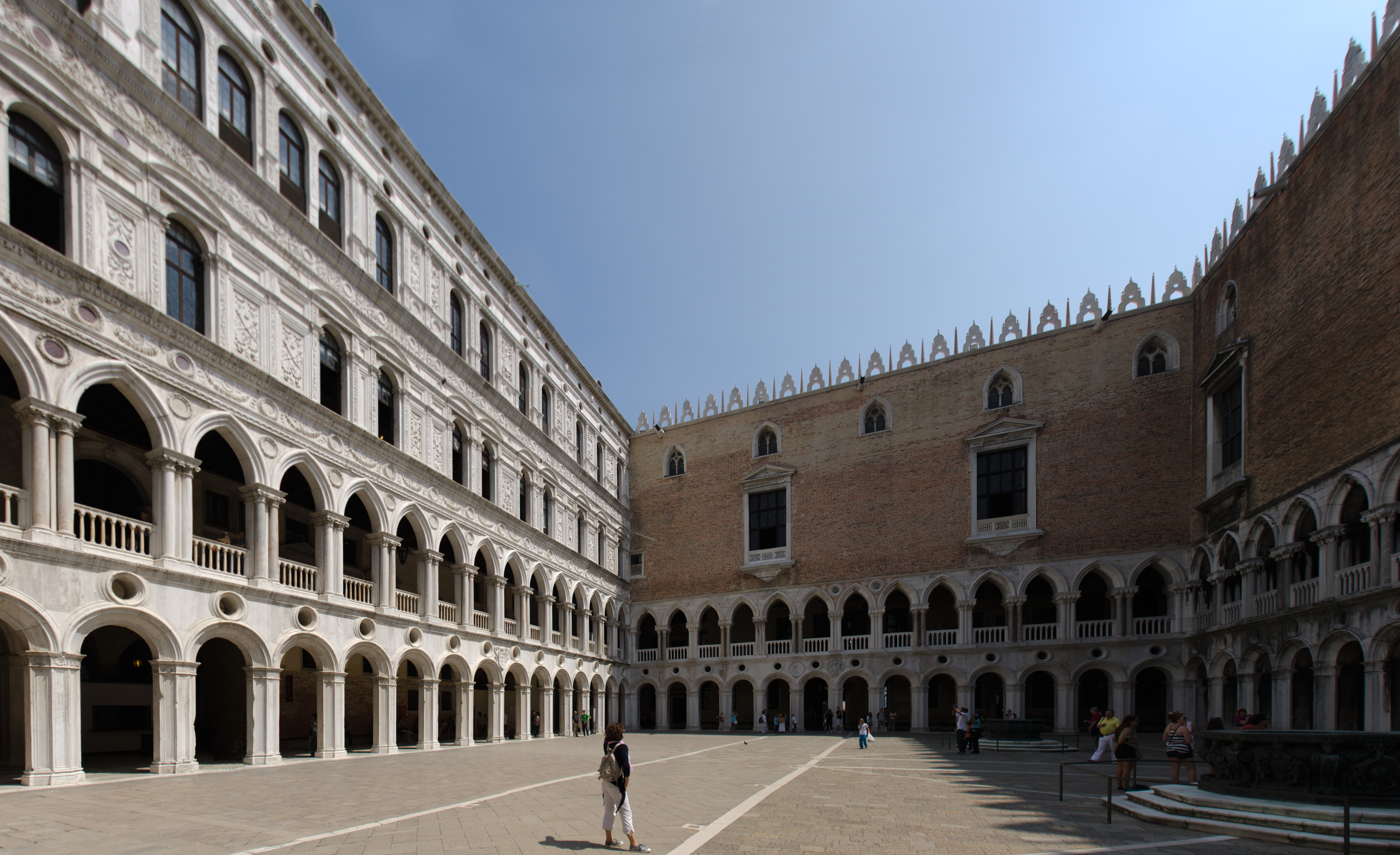
La facciata meridionale prospiciente la corte

Lo spazio lasciato libero dalle prigioni venne ristrutturato per opera del proto Bartolomeo Manopola, subentrato a tale carica dopo la morte del da Ponte, ma quasi dimenticato dalla storiografia artistica, non citato né da Francesco Milizia, né da Filippo De Boni, né da Giuseppe Cadorin, solo accennato da Giannantonio Moschini, da Leopoldo Cicognara e da Pietro Selvatico. La sua opera nel palazzo è stata trattata con errori e imprecisioni dai vari storici, e in particolare dal Cicognara. Difatti non demolì per prima la Scala Foscara, ma fece realizzare al posto del muro portante che sorreggeva l'ala meridionale del palazzo (e quindi anche la Sala del Maggior Consiglio) un portico, similare a quello progettato dal Rizzo; la conclusione di tali opere è databile al dogato di Leonardo Donà e più precisamente al 1607 per via della presenza di stemmi e per quanto detto dalle cronache. Sempre dallo studio dei decori dei capitelli di questo portico si può affermare essere stati i provveditori incaricati della supervisione dell'opera Domenico Dolfin, Benedetto Moro e Antonio Priuli, poi doge, e non essere iniziata l'opera prima del 1606, poiché il Dolfin e il Moro assursero a tale carica solo in quell'anno.
Concluso questo primo lavoro, si cominciò a operare lungo il fronte occidentale della corte, abbattendo la Scala Foscara, le abitazioni degli scudieri e quindi la muraglia sottostante la Sala dello Scrutinio, prontamente sostituita da arcate, in conformità colle altre facciate. Anche nella descrizione di questa fase dei lavori si incontra un errore del Cicognara, che affermò essersi sostituiti con archi a tutto sesto degli ipotetici preesistenti loggiati a sesto acuto, mai esistiti. Questi lavori si conclusero entro il 1610. Sbagliò quindi Pietro Bettio nell'affermare che i lavori d'abbattimento non si compirono prima del 1618: ciò perché sul porticato è presente lo stemma di Leonardo Donà, dogante nel 1610, e non di Nicolò Donà, dogante negli anni al quale il Bettio faceva risalire l'opera. Negli spazi liberati vennero creati uffici per le magistrature dei cinque Savi e del Magistrato delle Acque e le abitazioni degli scudieri furono ristrutturate: tutti questi lavori si conclusero entro il 1612.

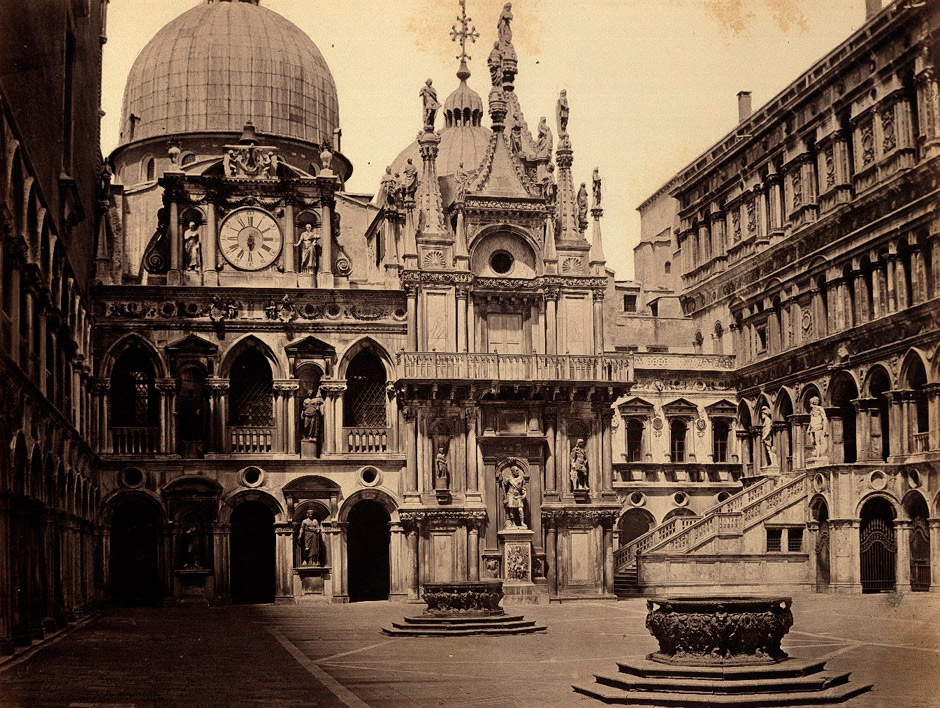
La facciata settentrionale prospiciente la corte in una foto storica di Carlo Ponti

Concluso il cantiere che aveva coinvolto la facciata occidentale e abbattuta la Scala Foscara, rimaneva il breve fronte settentrionale che, in virtù delle recenti ristrutturazioni che avevano coinvolto gli altri prospetti, pareva ora piuttosto spoglio: nello spazio che collega la facciata dell'Arco Foscari sul cortile e l'angolo del palazzo, fu innalzato un prospetto aperto da una grande arcata al pianterreno (che in base a quanto ordinato dal Manopola doveva stilisticamente ricalcare i loggiati preesistenti). In seguito a quanto ordinato dal Manopola, dovendosi il loggiato del pianterreno adattare agli stretti spazi e confare agli archi presenti nell'adiacente atrio (conducente dalla Piazzetta al Cortile), fu necessario costruire tre soli archi per livello, a tutto sesto quelli inferiori e a sesto acuto quelli superiori: considerato che erano presenti ampi spazi tra i vari archi, vennero costruite delle nicchie, arricchite con le statue offerte da Federico Contarini. L'opera venne ulteriormente decorata colla realizzazione di un fregio che si rifaceva a quello del fronte orientale: questa prima fase del cantiere si poteva dir conclusa nel 1615, poiché al centro del fregio, tra i due scudi con lo stemma del doge Marcantonio Memmo, fu scritto MARCO ANT. MEMMO DVCE ANNO DNI MDCXV. A quell'epoca doveva ancora essere realizzata la parte sommitale con l'orologio, completata solo sotto Giovanni Bembo, successore di Marcantonio Memmo.
Il cantiere che aveva visto la demolizione della Scala Foscara rivelò che la parte destra dell'Arco Foscari, realizzato sotto i dogati di Francesco Foscari e Cristoforo Moro e contemporaneamente alla scala predetta, mancava di decori, poiché coperta dalla scalinata. L'aggiunta si distingue chiaramente dal resto dell'arco poiché presenta uno stile differente, oltre che per il fatto di non essere stata raffigurata da Cesare Vecellio: comprendeva la realizzazione di una nicchia contenente una statua femminile, che venne realizzata scolpendo la figura di Minerva, poi sostituita da un simulacro di Ulpia Marciana. Sotto Giovanni Bembo venne completato il cantiere relativo alla decorazione di quel fronte con la realizzazione del celebre orologio: tale opera, dapprima fatta risalire dal Bettio e dal Cicognara ai dogati del Memmo o a quello di Nicolò Donà, è però da attribuirsi a quest'ultimo periodo per via della presenza di uno stemma del predetto doge.

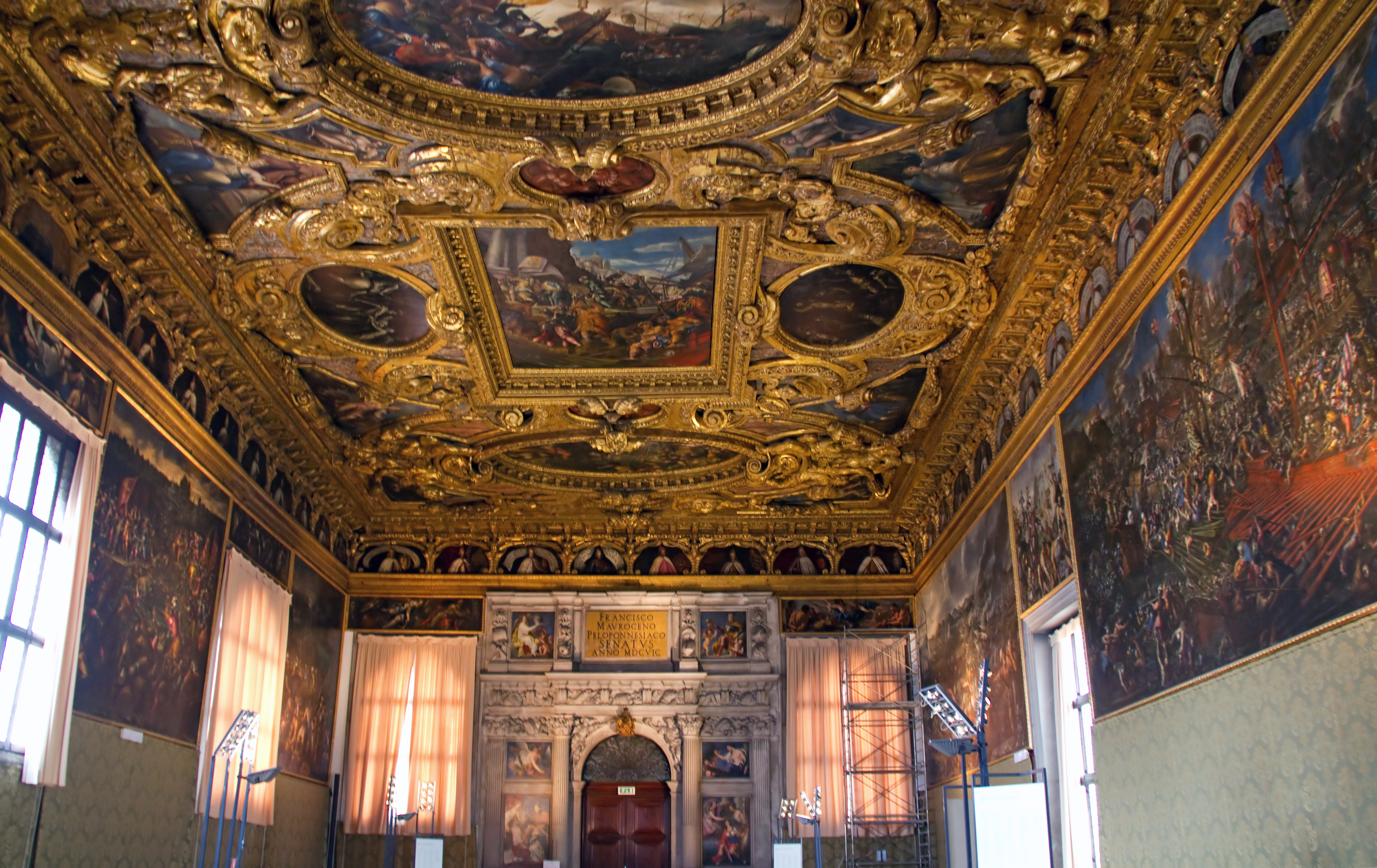
La Sala dello Scrutinio e l'arco dedicato a Francesco Morosini

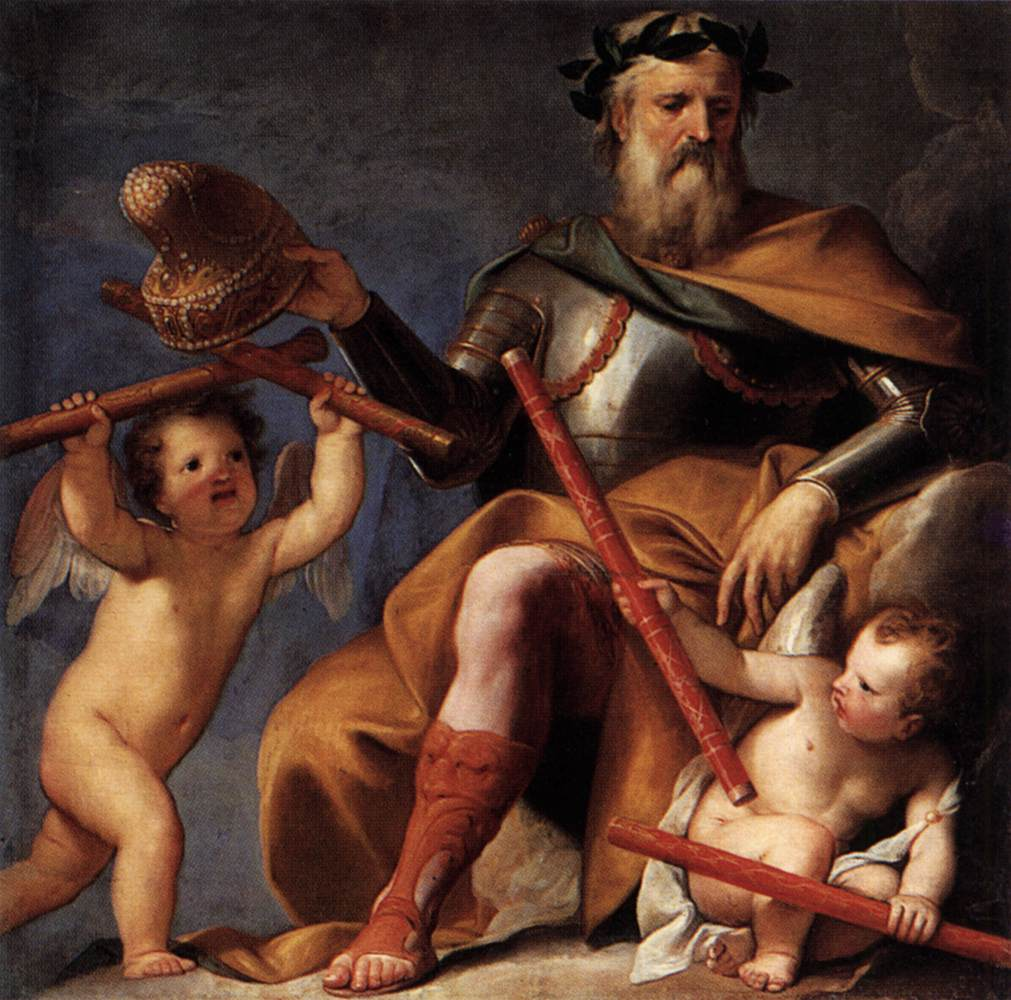
Il Merito offre il comando a Francesco Morosini, una delle sei opere di Gregorio Lazzarini che decorano l'arco dedicato al Morosini

### XVII secolo
Il dogato di Antonio Priuli si aprì con la ristrutturazione dell'Appartamento dogale, e più precisamente con la realizzazione di un ambiente dedicato ai tradizionali banchetti che il doge offriva alle massime cariche statali nella casa dei Canonici dell'attigua basilica. Tale ambiente venne collegato dal Manopola con un volto teso tra la Sala degli Stucchi o Sala Priuli e l'edificio sopra accennato: dopo pochi anni, con la demolizione di questo ponticello, i due edifici furono definitivamente separati. Dopo la realizzazione di questo ambiente, avendo Francesco Maria II Della Rovere donato alla Serenissima una statua del suo avo Francesco Maria I Della Rovere, questa fu posta nel cortile. Dopo quest'opera, risalente al 1625, nessun'altra ne fu compiuta di grande importanza nel palazzo. Venne abbellito con un altarino dedicato alla Vergine e con due tele, raffiguranti Il flagello della Peste e I santi Marco, Rocco, Teodoro e Sebastiano, opera la prima probabilmente di Daniel van den Dyck, la seconda di Baldassare d'Anna, l'atrio della Porta del Frumento; venne decorato sotto Francesco Erizzo, tra il 1631 e il 1645, un ambiente dell'appartamento dogale poi noto come Sala Erizzo; venne realizzato, forse da Andrea Tirali, un arco trionfale dedicato a Francesco Morosini, decorato da Gregorio Lazzarini con sei dipinti, sito nella Sala dello Scrutinio e riportante l'iscrizione FRANCESCO MAVROCENO PELOPONNESIACO SENATUS ANNO MDCVIC.

### XVIII secolo
Anche nel XVIII secolo non fu realizzata alcuna opera degna di particolare nota: nel 1728, sotto Alvise III Sebastiano Mocenigo, fu restaurata la Scala dei Giganti, con particolare cura ai basamenti delle statue di Marte e Nettuno, sui quali furono scritti data del restauro e committente; l'8 gennaio 1737 un incendio colpì il palazzo, e l'ampliamento effettuato nell'attiguo edificio durante la precedente ristrutturazione fu abbattuto; nel 1741 si provvide alla decorazione della Sala Priuli con quadri contornati da stucchi, eponimi da allora di quel locale; pressappoco nel 1752 i cinque finestroni archiacuti dei fronti meridionale e occidentale prospicienti il cortile, due nella Sala dello Scrutinio, due in quella del Maggior Consiglio e uno nell'andito che le congiungeva, furono sostituiti, con danno estetico per il complesso; nel 1761 furono sostituite due delle mappe della Sala dello Scudo, che si erano rovinate, e questo locale fu separato dalla Sala dei Filosofi; sotto Alvise Mocenigo fu ristrutturata la Sala dei Banchetti edificata nel precedente secolo ma poi abbattuta; nel 1793 Pietro Antonio Novelli curò il restauro di alcuni dei dipinti adornanti la Scala d'Oro.

## Dopo la caduta della Serenissima

### XIX secolo

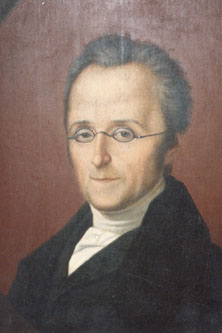
Silvio Pellico, prigioniero nel palazzo all'interno non dei Piombi, ma di altri locali poi abbattuti

Dopo la caduta della Repubblica di Venezia, la cui fine fu decretata nella seduta del Maggior Consiglio del 12 maggio 1797, il Palazzo non venne più utilizzato come sede del principe e delle magistrature, ma fu adibito a sede di uffici amministrativi degli imperi napoleonico e asburgico. Durante questo lasso di tempo, sotto la direzione di Giuseppe Borsato, Giuseppe Salvadori e Lorenzo Santi, vennero asportati vari leoni di San Marco, tra i quali quelli che decoravano la Porta della Carta (poi sostituito da una copia realizzata da Luigi Ferrari) e il balcone sulla Piazzetta (rifatto nell'Ottocento), furono in parte demolite le prigioni dei Pozzi e dei Piombi, furono asportati quadri e arredi, gli affreschi presenti nella chiesetta palatina furono imbiancati, vennero riservati degli ambienti per la Camera di Commercio. Nel 1807 divenne sede del Tribunale d'appello, mentre nel 1811 vennero elette a sede della Libreria Marciana prima la Sala del Maggior consiglio e poi quelle costituenti l'Appartamento Ducale. In quegli anni venne lì trasferito pure lo statuario archeologico.
Nel 1821, in seguito a un incendio e per volontà di Francesco II d'Asburgo-Lorena, tutti gli uffici saranno costretti a trovare una nuova sistemazione: vi rimasero solo biblioteca e museo, la cui collocazione venne modificata solo molto tempo dopo, quando nel 1904 la libreria trovò la sua attuale collocazione e nel 1918 quando stessa sorte toccò al Museo Archeologico. Pure i pompieri trovarono sede nell'edificio, venendo collocati nell'atrio della Porta del Frumento, dal quale tutte le opere d'arte furono asportate (tra queste Giove che fulmina i vizi nella Sala del Consiglio dei Dieci e l'ovale al centro del soffitto della Sala della Bussola, mai restituiti e oggi sposti al Museo del Louvre; Giunone offre il corno ducale, gemme e oro a Venezia, sempre nella Sala del Consiglio dei Dieci, fu invece restituito in seguito); nel 1841 fu ristrutturato il grande orologio sito nel cortile; nel 1844, poiché nell'edificio aveva trovato sede l'Istituto veneto di scienze, lettere ed arti, si ristrutturarono i tetti dell'intero complesso; Antonio Zambler ristrutturò nel frattempo i dipinti della Sala del Maggior Consiglio; tra il 1847 e il 1849 si restaurarono i loggiati del primo piano per porvi busti di illustri cittadini veneti; tra il 1852 e il 1854 tutti i grandi balconi delle sale del Maggior Consiglio e dello Scrutinio e la Porta della Carta furono profondamente ristrutturati sotto il controllo di Gaspare Biondetti e di Vincenzo Fadiga; furono abbattuti alcuni ambienti annessi all'Appartamento dogale, da poco costruiti, col fine di rendere uguale l'altezza di tutte le facciate prospicienti il cortile centrale: in essi era stato rinchiuso Silvio Pellico, che però li confuse con i Piombi, già distrutti nel 1797.

### XX e XXI secolo
Con l'annessione di Venezia al Regno d'Italia il Palazzo subì cospicui restauri, mostrando i segni del tempo e del degrado: i capitelli dei porticati prospicienti il Molo e la Piazzetta furono asportati e sostituiti, andando a costituire il Museo dell'Opera; tutti i pubblici uffici che vi avevano sede furono trasferiti in altri luoghi, fatta eccezione per l'Ufficio statale per la tutela dei monumenti, che vi risiede come Soprintendenza per i Beni Ambientali e Architettonici di Venezia e Laguna. Nel dicembre 1923 lo Stato italiano, proprietario del complesso, ne affidò la gestione al Comune di Venezia, che lo trasformò nel museo attivo tuttora e parte della Fondazione Musei Civici Venezia dal 1996.